# Gat
|  | Per a altres significats, vegeu «Gat (desambiguació)». |

El gat o moix (Felis catus) és un petit mamífer carnívor domèstic. Es tracta de l'única espècie domesticada de la família dels fèlids i sovint és conegut com a gat domèstic per distingir-lo dels gats salvatges. Els gats poden ser casolans, de granja o ferals; aquests últims viuen en llibertat i eviten el contacte amb els humans. Els éssers humans tenen gats com a animals de companyia i per mantenir a ratlla els rosegadors i altres plagues. N'hi ha unes 60 races reconegudes per diversos registres.
La seva anatomia s'assembla força a la de les altres espècies de fèlids, amb el cos fort i flexible, reflexos molt ràpids, dents afilades i urpes retràctils adaptades per matar preses de petites dimensions. Tenen la visió nocturna i el sentit de l'olfacte ben desenvolupats. Es comuniquen mitjançant vocalitzacions que inclouen miols, roncs, esbufecs i grunyits, així com el llenguatge corporal. Malgrat que cacen en solitari, són animals socials. Perceben sons massa fluixos o aguts per a l'orella humana, com ara els sorolls que fan els ratolins i altres mamífers petits. Habitualment surten a caçar durant el crepuscle. Secreten i detecten feromones.
Les femelles crien principalment a la primavera i l'estiu i solen tenir entre dos i cinc gatons per ventrada. Hi ha gent que cria gats amb pedigrí per exhibir-los en exposicions felines. Com a resultat de la falta de control de la reproducció dels gats de companyia mitjançant l'esterilització, així com el seu abandonament, molts països tenen un gran nombre de gats ferals, que han contribuït a l'extinció de moltes espècies d'ocells, mamífers i rèptils. Per aquest motiu, s'han plantejat mesures per controlar-ne les poblacions.
Els gats es domesticaren a l'Orient Pròxim cap al 7500 aC. Durant molt de temps es cregué que la domesticació del gat havia començat a l'antic Egipte, on era venerat. El 2021 es calculava que hi havia uns 220 milions de gats de companyia i uns 480 milions de gats de carrer arreu del món. Són el segon animal de companyia més popular a Catalunya, després dels gossos.

## Etimologia i nomenclatura
La paraula gat, atestada amb aquesta mateixa ortografia des dels primers textos en català, deriva del mot llatí tardà cattus, usat per primera vegada cap al tombant del segle vi i que alhora podria venir d'alguna llengua africana. Les paraules nubianes kaddîska (‘gat salvatge’) i kadīs en podrien ser l'origen etimològic o cognats. Una altra possibilitat és que totes aquestes paraules derivessin d'un mot germànic que hauria passat al llatí i d'aquesta llengua al grec, el siríac i l'àrab.
En general, les cries de gat reben el nom de «gatons». En l'argot de les exposicions felines, se sol anomenar amb l'anglicisme pet els gatons més joves que encara no han arribat a l'edat mínima de sis mesos per competir. En aquesta mena d'actes, també es parla de gats «esterilitzats» o «sencers» en referència a la seva condició reproductiva: als primers se'ls ha llevat l'aparell reproductor i no poden criar, mentre que els gats sencers sí que poden. Els gats amb avantpassats registrats formalment es consideren gats amb pedigrí. En termes estrictes, un gat pura sang és aquell que té avantpassats de la mateixa raça, mentre que per als gats de pedigrí és essencial un registre genealògic dels avantpassats, que poden ser de races diferents.

## Taxonomia

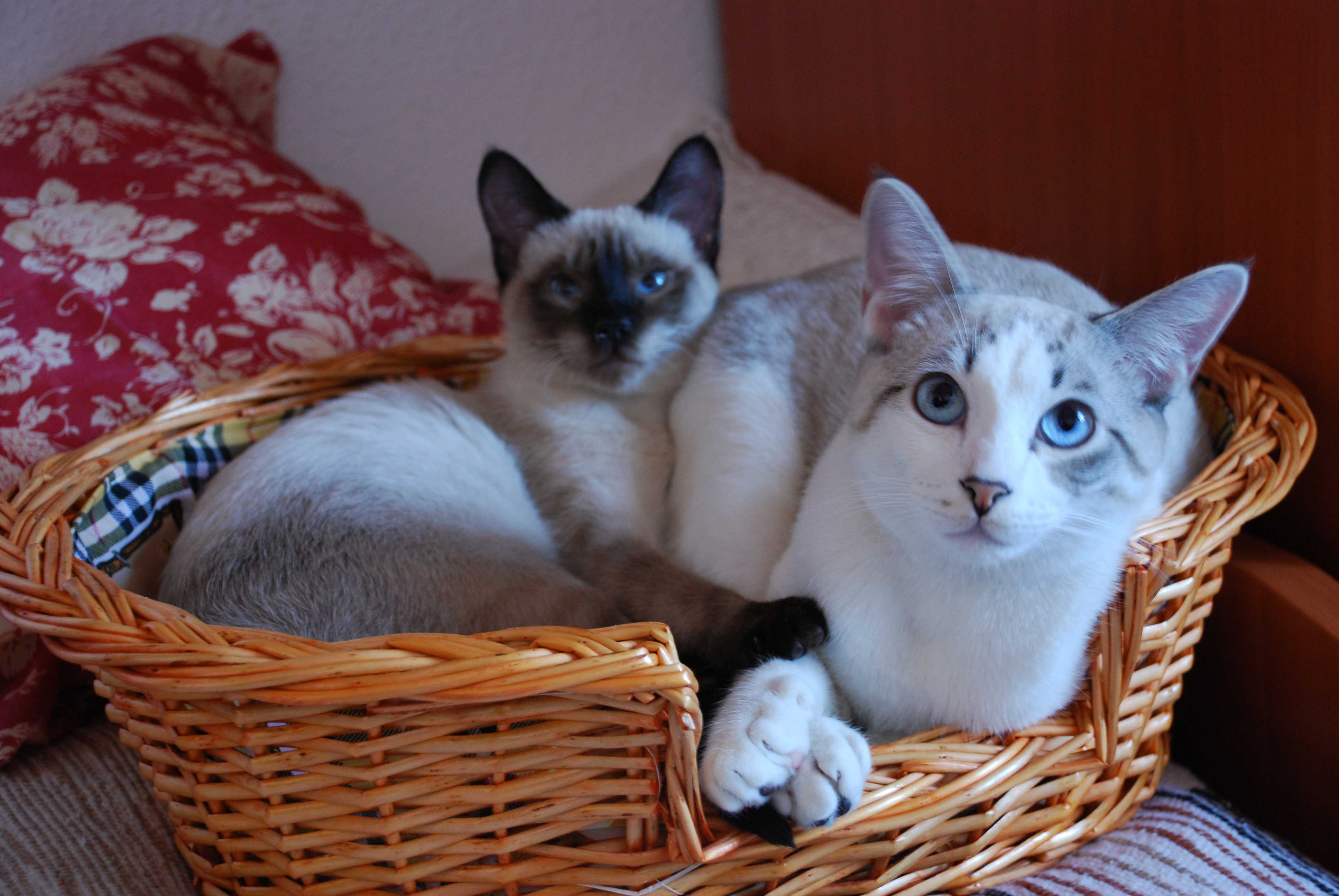
Gats domèstics

El 1758, en l'obra Systema Naturae, Carl von Linné descrigué el gat domèstic amb el nom de Felis catus. El 1775, von Schreber donà el nom Felis silvestris al gat salvatge. Actualment, es considera que el gat domèstic és una subespècie del gat salvatge. Per tant, seguint estrictament les regles de prioritat, el nom de l'espècie hauria de ser F. catus, el primer publicat per Linné. Tanmateix, la majoria de biòlegs utilitzen F. silvestris per a les espècies salvatges i F. catus únicament per a les formes domèstiques.
En l'opinió núm. 2027, publicada al Volum 60 (Part I) del Bulletin of Zoological Nomenclature, la Comissió Internacional de Nomenclatura Zoològica confirmà la utilització de F. silvestris per a denominar el gat salvatge i F. s. catus per a referir-se a les subespècies domesticades. F. catus continua sent vàlid si es considera la forma domesticada com a espècie diferent.
En les seves obres Anfangsgründe der Naturlehre (1772) i Systema regni animalis (1777), Erxleben donà el nom Felis domesticus al gat domèstic. Igual que les variants Felis catus domesticus i Felis silvestris domesticus, aquest nom té un cert ús, però no és un nom científic vàlid segons les normes del Codi Internacional de Nomenclatura Zoològica.

## Genètica

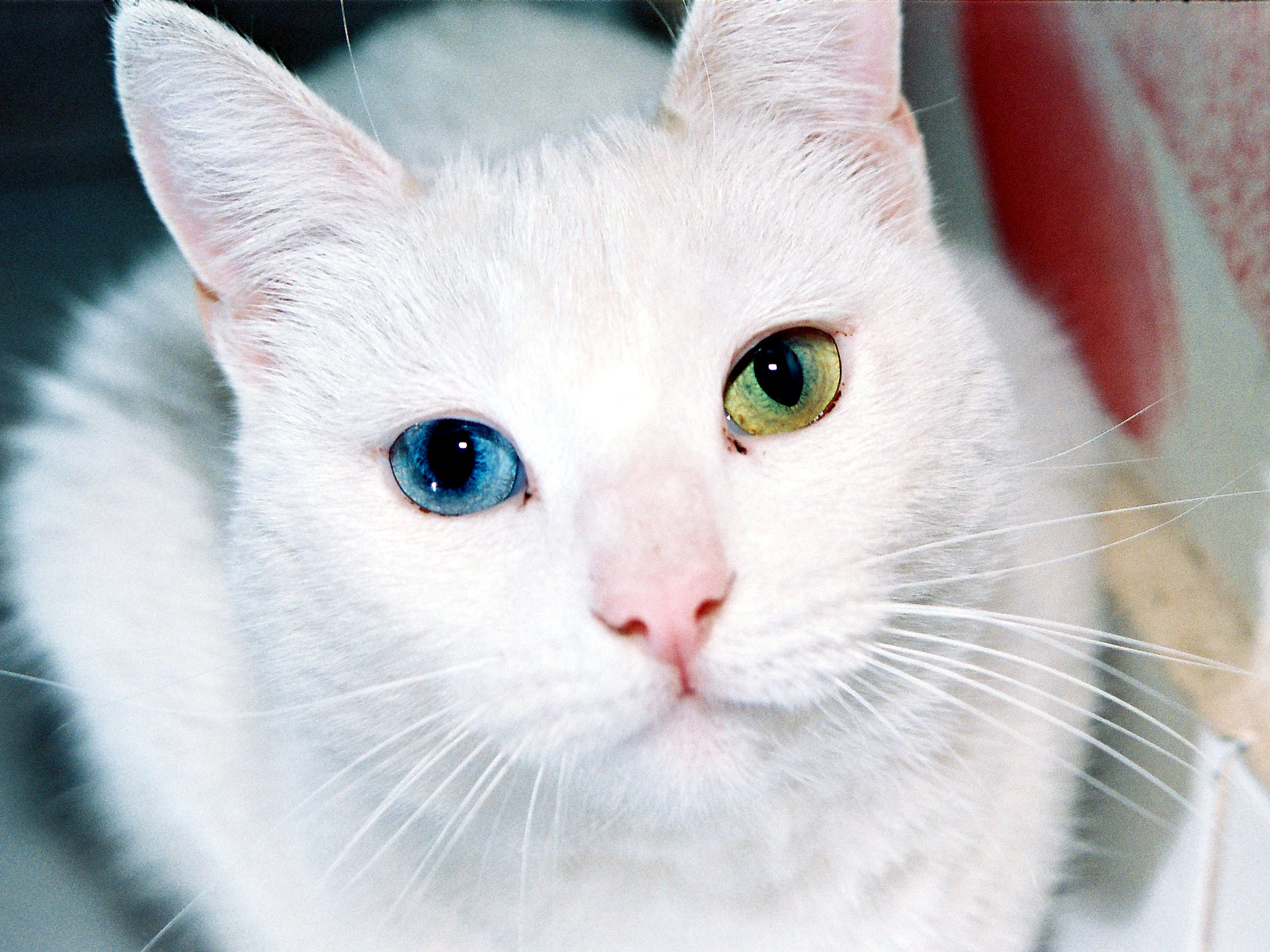
Els gats amb heterocromia tenen un ull de cada color

Tant el gat domèstic com el seu avantpassat salvatge més proper són organismes diploides dotats de 38 cromosomes, en què s'han identificat més de 200 defectes genètics heretables, molts d'aquests anàlegs a errors innats en els humans. S'han identificat defectes específics del metabolisme que originen moltes malalties felines. També s'han detectat diversos gens responsables del color del pèl, que donen diferents fenotips segons com es combinen. Caràcters com ara la longitud del pèl, la manca de cua o la presència d'una de molt curta també són determinats per al·lels únics modificats per poligens.
El Cat Genome Project és un projecte d'investigació que estudia el desenvolupament del gat com a organisme model per a les malalties hereditàries humanes, malalties infeccioses, l'evolució del genoma, iniciatives de recerca comparativa dins la família dels fèlids i potencial forense.
Existeix la creença que els gats blancs amb ulls blaus són sords excepte si tenen un ull de cada color. Això només és parcialment cert, car tenen un percentatge més elevat de sordesa, però no sempre són sords.
En els gats, el color blanc es deu a l'absència de melanina. Hi ha quatre possibles causes perquè un gat sigui d'un color blanc «sòlid»:
- ser homozigòtic per l'al·lel ca (albí d'ulls blaus)
- ser homozigòtic per l'al·lel c (albí d'ulls vermells)
- ser homozigòtic per l'al·lel S (taca blanca)
- tenir l'al·lel w (del gen blanc dominant) al genotip

El gen de la sordesa és un gen propi dels gats blancs que rep el nom d'«al·lel w» i és la causa del color blanc i la sordesa en els gats. No tots els gats blancs són sords, sinó només els que tenen aquest gen. L'al·lel w fa que el gat sigui blanc encara que tingui gens de gat negre o marró; aquest al·lel té la particularitat d'emmascarar la resta de colors per fer que el gat sigui blanc. Aquests gats solen tenir els ulls blaus o verds.

## Descripció

Anatomia general d'un gat mascle

Els gats solen pesar entre 2,5 i 7 kg, però algunes races, com els Ragdoll i els Maine coon, poden passar d'11,3 kg. Hi ha hagut gats sobrealimentats que han superat el pes de 23 kg. D'altra banda, també es coneixen casos de gats extremament petits (menys de 1.800 g). El gat més gras que s'ha reconegut oficialment pesava 21,297 kg. El sobrepès és perjudicial per als gats i s'ha d'evitar per mitjà d'una dieta equilibrada i exercici físic, especialment en els que no surten de casa.
Els gats domèstics viuen generalment entre 14 i 20 anys. El més vell conegut arribà a l'edat de 36 anys. Tendeixen a viure més temps si se'ls limita les sortides a l'exterior, cosa que redueix el risc de lesions produïdes per baralles amb altres gats o per accidents, així com l'exposició a diverses malalties. Un altre factor que contribueix a la longevitat és l'esterilització, que redueix el risc de càncer testicular o d'ovari. Les femelles esterilitzades abans de la primera ventrada tenen menys possibilitats de patir càncer de mama. Els gats de carrer que viuen en ambients urbans solen viure dos anys o menys. Si se'ls manté en colònies, poden viure molts més anys; el gat de carrer més vell conegut, anomenat Mark, arribà a l'edat de 26 anys sota la cura de l'associació britànica Cats Protection.
Com la majoria de felins, els gats tenen una agilitat extraordinària en relació amb la seva proporció entre mida i pes. S'han observat salts de més de 3,5 metres d'alçada, així com salts de més o menys la mateixa longitud sense més esforç que una contracció de les potes posteriors per aconseguir l'impuls necessari. Els gats utilitzen les urpes per a escalar i les afilen contra superfícies toves i accessibles, com ara arbres, mobles, catifes o sofàs.

### Esquelet
Els gats tenen set vèrtebres cervicals, tretze vèrtebres toràciques (dotze en els humans), set vèrtebres lumbars (cinc en els humans), tres vèrtebres sacres (cinc en els humans, que en faciliten la postura bípeda); i, excepte en el cas del gat manx, 22 o 23 vèrtebres caudals (entre tres i cinc en els humans, fusionades en un còccix intern). En comparació amb els humans, els gats tenen una gran mobilitat i flexibilitat de la columna vertebral gràcies a les vèrtebres lumbars i toràciques addicionals. Les vèrtebres caudals formen la cua, que s'utilitza com a contrapès al cos per als moviments ràpids. Els gats també tenen les clavícules mòbils, cosa que els permet de fer passar el cos per qualsevol forat pel qual els passi el cap.

### Boca

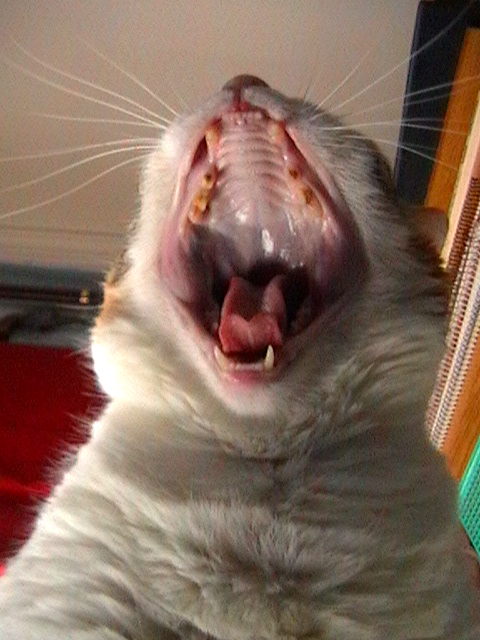
Boca i bigotis

Els gats tenen dents altament especialitzades per a matar les preses i arrancar-ne la carn. Les premolars i les primeres molars formen conjuntament les carnisseres de banda i banda de la boca, que s'encarreguen de tallar la carn com si fossin tisores. Tot i que els cànids i altres carnívors també presenten aquesta característica, està molt més desenvolupada en els fèlids. La llengua felina té unes papil·les afilades, com si fossin punxetes, que li serveixen per aguantar les preses i arrancar-ne la carn. Aquestes papil·les són petits ganxos que apunten cap enrere i que contenen ceratina. També les fan servir per a empolainar-se.
Gràcies a la seva estructura bucal, els gats poden utilitzar una gran varietat de vocalitzacions i tipus de llenguatge corporal per comunicar-se, incloent-hi miols, roncs, xiulets, grunyits, clics, esbufecs, etc.

### Pell
Els gats tenen la pell bastant laxa, cosa que els permet de girar-se i enfrontar-se a un depredador o un altre gat, fins i tot si el rival els té agafats. La pell laxa també facilita la injecció de vacunes i medicaments per part dels veterinaris. A vegades, es pot allargar la vida d'un gat amb insuficiència renal per mitjà d'injeccions periòdiques de líquid per via subcutània, que poden servir d'alternativa a la diàlisi.
La pell del clatell és especialment laxa. Com que les gates agafen els gatons per aquí, els gats tendeixen a romandre silenciosos i passius quan els humans els agafen per la pell del coll. Aquest comportament perdura a l'edat adulta, quan els mascles agafen les femelles pel clatell mentre les munten, per immobilitzar-les i perquè no fugin durant la copulació.
Aquesta tècnica pot ser útil per tractar o moure un gat que no vulgui cooperar. Tanmateix, com que un adult pesa més que un gató, mai no se l'ha de moure únicament pel clatell, sinó que també cal suportar-ne el cos pel tronc, el pit i les potes. Els gats sovint s'ajauen amb el cap i les potes del davant sobre l'espatlla d'algú i les potes del darrere i el tronc recolzats sota el braç de la persona.

### Pelatge

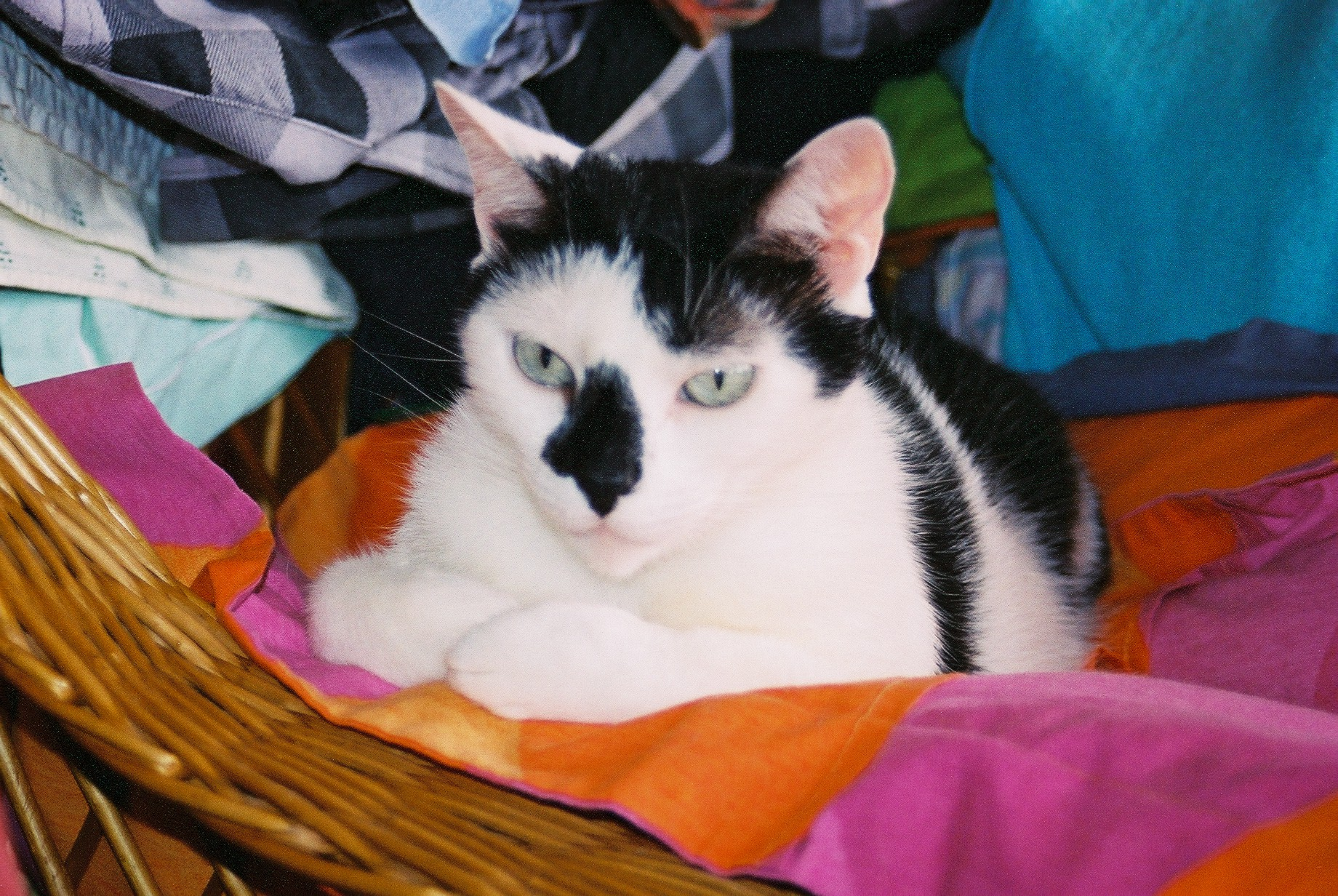
Gat bicolor

Els gats poden ser d'un sol color (per exemple, completament negres o completament blancs; aquests últims solen tenir pelets negres repartits pel cos), o bicolors, com ara blancs i negres, blancs i rossos, marrons i blancs o grisos i blancs. Poden tenir un patró de colors atigrat en tons grisos o rossos, amb el pèl d'un sol tipus de color en tota la seva extensió o de dos tipus de colors (punta i arrel de colors diferents). També poden tenir un patró siamès, amb la cara, la cua, les potes i les orelles de color més fosc.

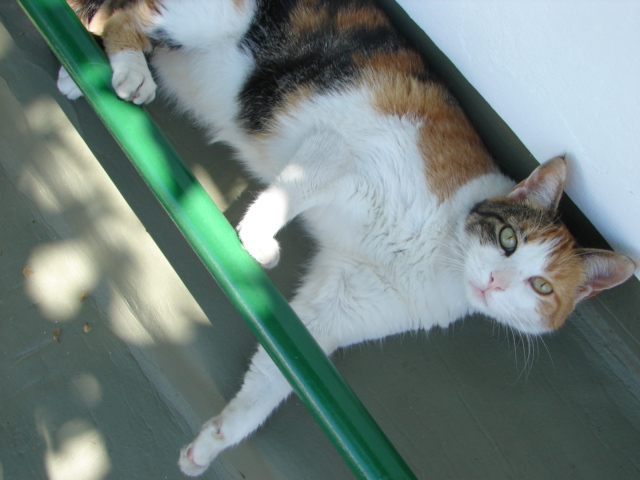
Gata tricolor

Alguns gats són tricolors. Quan els tres colors d'aquests gats són el negre i dues tonalitats de ros, es parla d'un pelatge carei. Els gats romans rossos, en canvi, solen ser mascles, i els gats carei gairebé sempre són femelles. Si se'n clona un, el resultat serà un gat carei amb una distribució de les taques diferent de l'original, car el patró de pigmentació no depèn únicament de factors genètics, sinó també de factors relacionats amb el desenvolupament.
Els gats de tres o quatre colors són o bé femelles o bé mascles estèrils. El sexe és determinat per la combinació de cromosomes, XY per als mascles i XX per a les femelles. Els gens que transmeten el negre i el ros estan en el cromosoma X i l'un n'exclou l'altre.
El gat, en ser mascle, té la combinació XY i, per tant, només pot tenir o bé el color negre o bé el color ros (a part del blanc), llevat que tingui un cromosoma X addicional, que fa que sigui estèril. La gata, en canvi, té la combinació XX, de manera que pot tenir el gen del negre en un cromosoma i el del ros a l'altre (també a part del blanc).
El pèl pot ser molt curt (com en l'esfinx), rinxolat (com en el Devon rex), curt amb un únic color o les puntes d'un altre color, semillarg o molt llarg. El pèl llarg es dona en races com el gat del bosc de Noruega, el gat persa i qualsevol altra raça de pèl llarg (o en el producte d'un encreuament amb aquestes races).

### Orelles
Els gats tenen trenta-dos músculs diferents a les orelles que els permeten moure una orella independentment de l'altra i, per tant, de sentir-hi direccionalment. Gràcies a això, són capaços de moure el cos en una direcció i apuntar les orelles en una altra. La majoria de gats tenen orelles rectes i erectes; a diferència dels gossos, les races amb orelles caigudes són extremament rares (el fold escocès n'és una excepció, a causa d'una mutació genètica). Quan un gat té por o està enfadat, plega les orelles cap enrere instintivament, cobrint els canals auditius. Els gats també fan això quan juguen i quan paren atenció a un soroll que ve de darrere. L'angle de les orelles dels gats és un indici important per apreciar-ne l'humor.

### Potes
La creença popular que sosté que els gats sempre cauen sobre les potes sol complir-se. En caure, un gat pot girar-se i redreçar reflexivament el cos, utilitzant el sentit de l'equilibri i la seva gran flexibilitat. Aquesta habilitat es denomina «reflex de redreçament» i es dona en gairebé tots els gats, amb l'excepció d'algunes races sense cua. Això es deu al fet que els gats la utilitzen per conservar el moment angular i preparar la caiguda.

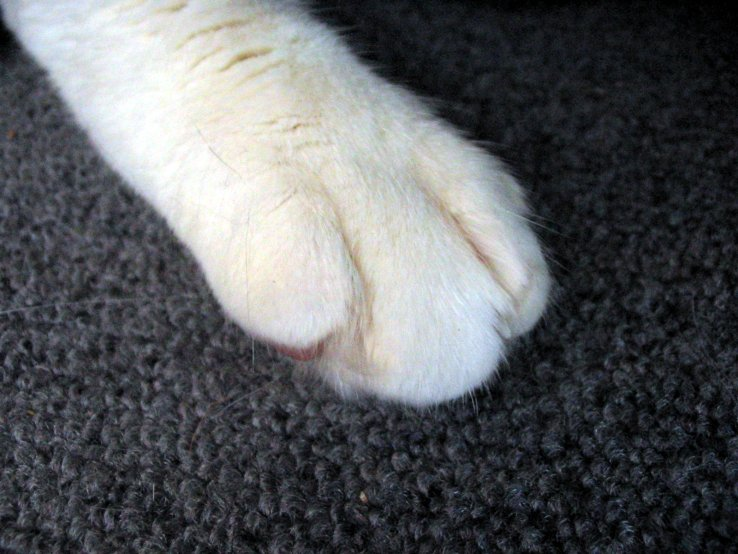
Una pota de gat

Igual que els gossos, són digitígrads, és a dir, caminen directament sobre els dits de les potes. Són capaços de caminar sense deixar gaires rastres, car, com tots els felins, col·loquen les potes posteriors gairebé directament sobre la petjada de la pota anterior corresponent, minimitzant el soroll i el rastre visible. Això també proporciona sensació de terreny ferm i una millor tracció a les potes posteriors quan caminen.
Com gairebé tots els fèlids, tenen el que es denomina «urpes retràctils». Aquest terme és erroni a causa del fet que, en posició relaxada, les urpes queden cobertes per la pell que envolta els coixinets dels dits. Això serveix per mantenir les urpes afilades, evita que es desgastin i els permet acostar-se a les preses sense fer soroll. Els gats només poden tibar els tendons que provoquen l'extensió de les urpes estirant les potes o colpejant-hi les preses. Les de les potes anteriors solen estar més afilades que les de les potes posteriors. Els gats poden estendre voluntàriament les urpes d'una o més d'una pota. Poden utilitzar-les per caçar, defensar-se, grimpar, fer pipes o aconseguir una millor tracció en superfícies toves (mantes, catifes gruixudes, etc.). També es pot fer que un gat dòcil tregui les urpes prement suaument les parts superior i inferior de la pota. Les urpes corbades poden quedar-se encallades en catifes o cortines, cosa que pot causar lesions si el gat no és capaç d'alliberar-se'n.
La majoria de gats tenen cinc urpes a les potes anteriors i quatre o cinc a les potes posteriors. Tanmateix, a causa d'una mutació molt antiga, els gats domèstics són propensos al polidactilisme i poden tenir sis o set dits. La cinquena urpa davantera (l'urpa vestigial) és proximal a la resta d'urpes. Hi ha una protuberància, encara més proximal, que sembla un «sisè dit». Aquesta característica especial de les potes davanteres, situada a l'interior dels canells, és el coixinet carpià i també es troba a les potes dels grans fèlids i els gossos. No té cap funció durant la marxa normal, però es creu que té una funció antiderrapatge durant els salts.

## Metabolisme

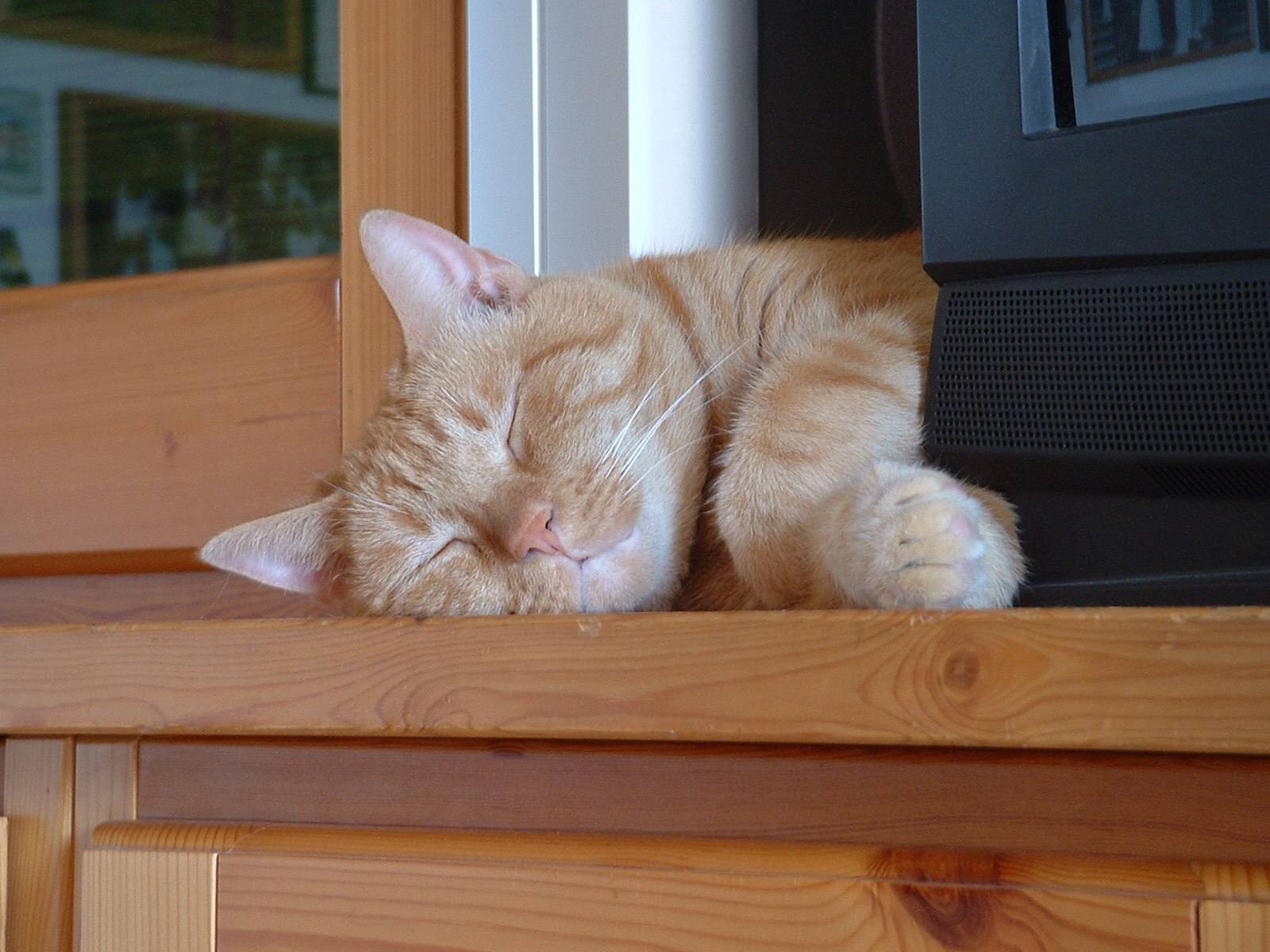
Els gats tendeixen a dormir durant el dia

Els gats, especialment els vells, estalvien energia dormint més que molts altres animals. A vegades, fan becaines de tretze o catorze hores i, fins i tot, poden dormir vint hores seguides.
A causa de la seva naturalesa nocturna, al vespre sovint entren en un període d'hiperactivitat que s'anomena «bogeria del vespre», «bogeria de la nit», o «demència de mitja hora». El temperament pot variar segons la raça i la sociabilitat de l'animal. Els de pèl curt tendeixen a ser prims i actius, mentre que els de pèl llarg solen ser més pesants i menys enèrgics.
Normalment, la temperatura corporal oscil·la entre 38 °C i 39 °C. Es considera que tenen febre si passen de 39,5 °C i hipotèrmia si baixen de 37,5 °C. En comparació, els humans tenen una temperatura corporal mitjana de 36,8 °C. El ritme cardíac d'un gat domèstic es troba normalment entre 140 i 220 batecs per minut, depenent de l'excitació de l'animal. En repòs, el ritme cardíac oscil·la entre 150 i 180 batecs per minut, més o menys el doble que en els humans (mitjana de 80 batecs per minut).

## Reproducció

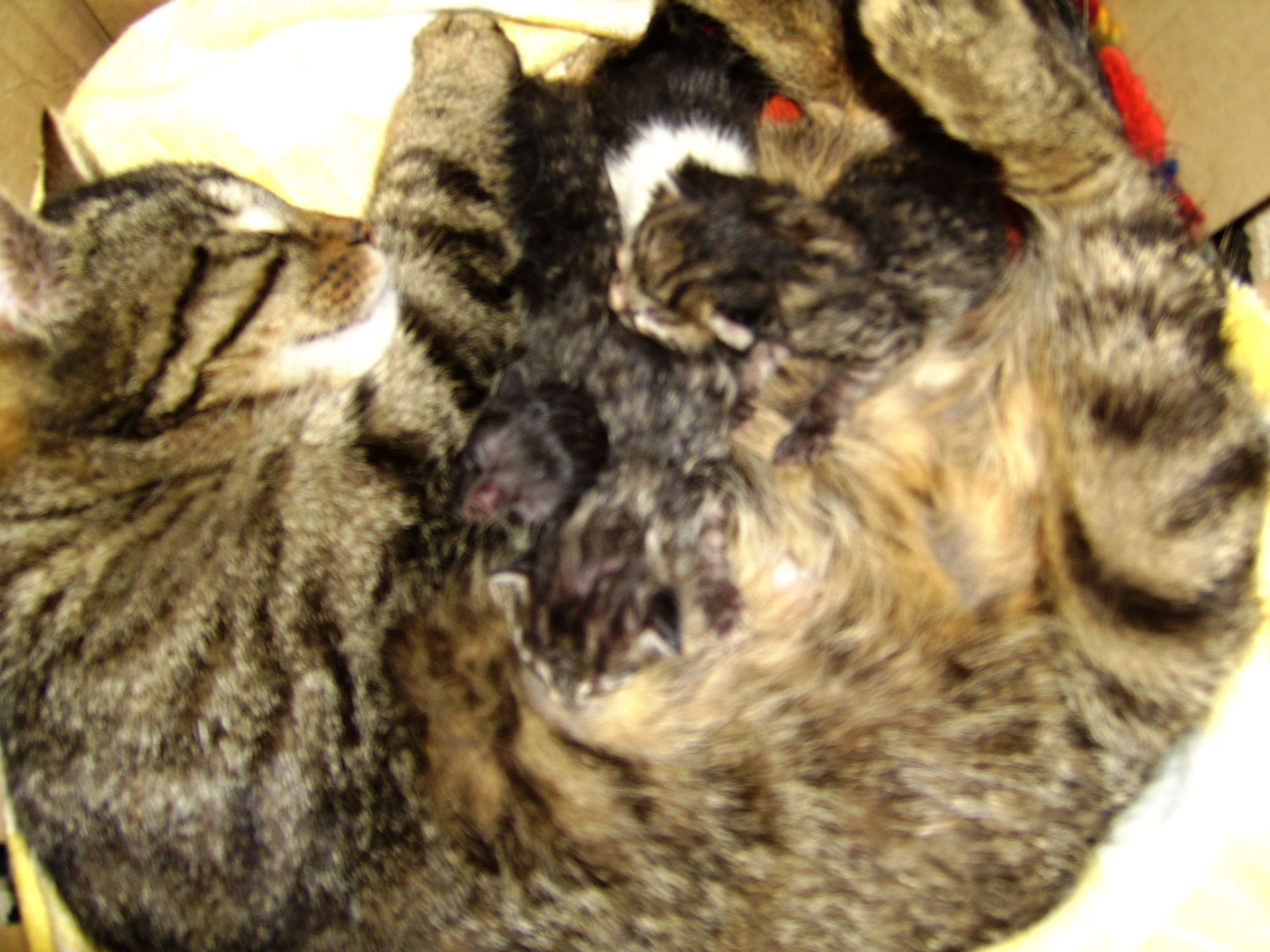
Gata amb els gatons nounats

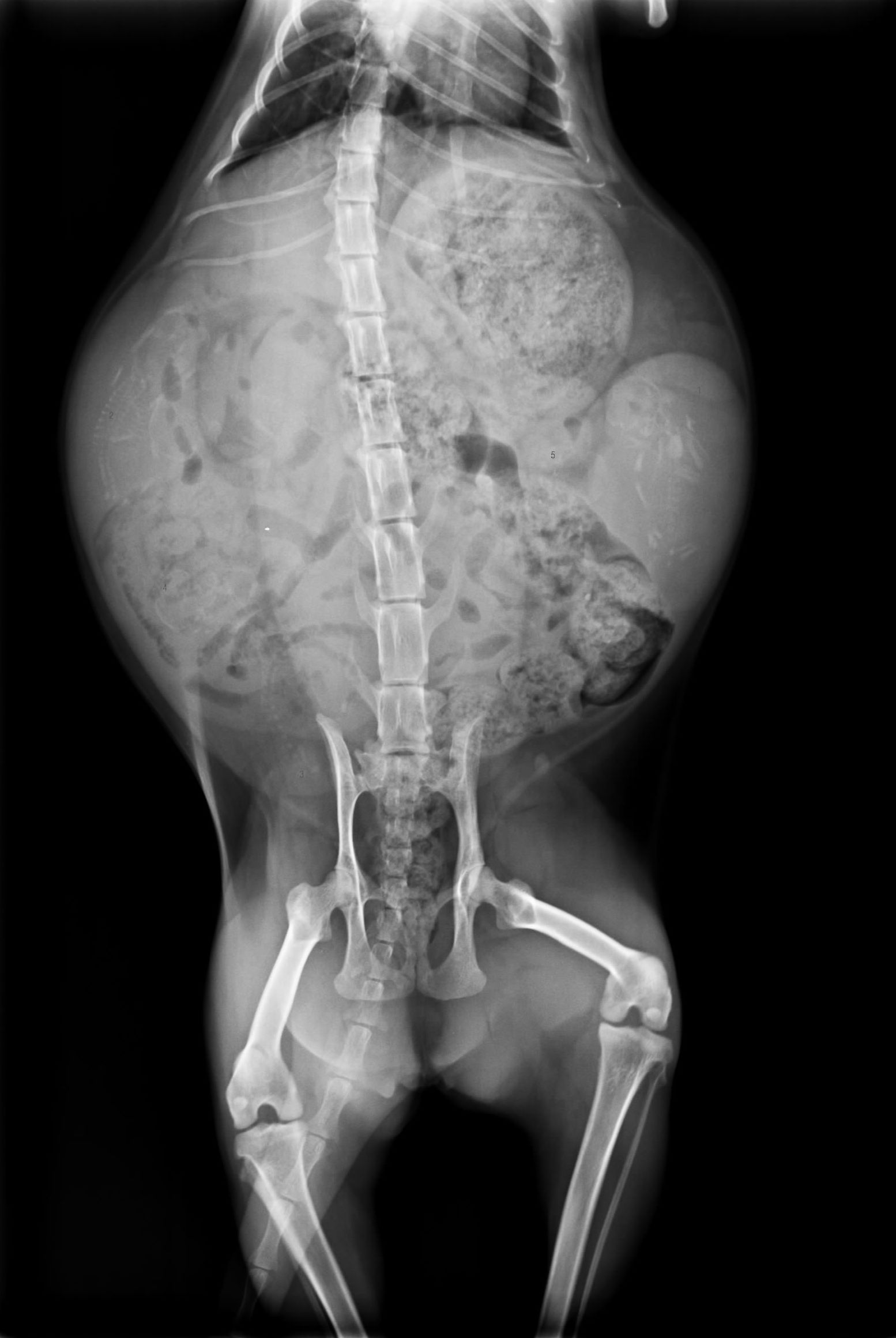
Radiografia d'una gata embarassada de mes i mig

Al llarg de l'any, les gates passen diversos estres d'entre quatre i set dies, durant els quals miolen més sovint. Diversos gats es poden disputar una femella en zel, amb el dret d'aparellar-s'hi com a premi. Tot i que al principi la femella es resisteix a la copulació, acaba acceptant el mascle. Si el mascle és hàbil, aconseguirà mossegar-li la part posterior del coll, immobilitzar-la i penetrar-la, acte una mica dolorós. La femella comença a ovular durant la copulació, gràcies a uns sensors nerviosos que activen l'ovulació únicament quan es produeix aquest dolor, per tal de no malgastar òvuls. Després de la copulació, la femella s'empolaina i pot reaccionar de manera molt violenta fins que ha acabat de fer-ho, moment en què torna a començar el cicle. El penis presenta espines que provoquen l'ovulació, que rarament es produeix a la primera copulació. D'altra banda, les gates són superfecundes, de manera que els diferents gatons d'una mateixa ventrada poden tenir pares diferents.
Les gates assoleixen la maduresa sexual a l'edat d'entre quatre i deu mesos, i els gats a entre cinc i set mesos. La gestació dura 63-65 dies, després dels quals neixen entre una i vuit cries que, segons els experts, haurien de romandre amb la mare i els germans durant almenys tres mesos. Es recomana no separar un gató de la seva mare fins que tingui almenys un mes i mig d'edat, car fins aleshores no tindrà els nutrients essencials. Una separació anterior pot fer que el gató mori o creixi malament. Si s'esterilitza un mascle abans que comenci a marcar territori, pot prevenir aquest comportament.

## Sentits
Els sentits de l'olfacte i l'oïda dels felins superen els humans en molts aspectes. Juntament amb desenvolupats receptors visuals, gustatius i tàctils, això en fa un dels mamífers amb el sistema sensorial més sofisticat.

### Vista

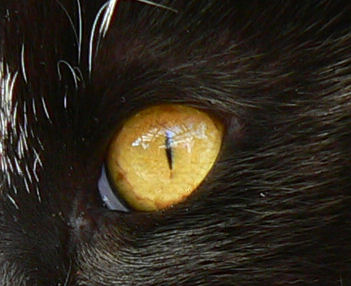
L'iris característic dels gats durant l'exposició d'un exemplar a la llum del dia. Se'n pot apreciar part de la membrana nictitant a l'extrem inferior esquerre

Diferents anàlisis indiquen que la vista dels gats és superior a la dels humans durant la nit i inferior durant el dia. Igual que els gossos, tenen un tapetum lucidum que reflecteix llum addicional cap a la retina. Mentre que el tapetum permet al gat veure-hi amb poca llum, en redueix l'agudesa visual. En presència de llum abundant, l'iris de l'ull es tanca considerablement, reduint la quantitat de llum que arriba a la retina i millorant la profunditat de camp. El tapetum i altres mecanismes fan que el llindar de detecció de llum d'aquest felí sigui set vegades inferior al dels humans. La variació en el color dels ulls d'un gat produïda pel flaix d'una fotografia és deguda a la interacció entre la llum emesa pel dispositiu i el tapetum.
Els gats poden aprofitar al màxim la llum visible tènue i poden veure-hi en l'infraroig proper. Un experiment, dut a terme per científics que provaven de determinar si era el moviment o la calor el que atreia l'atenció dels gats en la foscor nocturna, revelà que eren atrets fonamentalment per la calor del cos, més que pel moviment.
S'estima el seu camp visual a una mitjana de 200°, mentre que en els humans és d'entre 180° i 200°. Com en la majoria de depredadors, els ulls es troben a la part frontal del cap, sacrificant part del camp visual a canvi d'un guany en percepció de profunditat: utilitzant dues imatges del mateix objecte projectades a la retina des d'angles diferents, el gat triangula la distància vers el seu objectiu amb un alt grau de precisió (visió estereoscòpica).
El camp visual depèn de la ubicació dels seus ulls, tot i que també podria estar relacionat amb les característiques físiques de l'ull. En lloc de tenir una fòvea òptica, que en els humans proporciona agudesa visual, els gats tenen una banda central coneguda com a ratlla visual. Aparentment, poden distingir certs colors freds (blau, celeste, tons verdosos), especialment a poca distància, però sense detalls apreciables.
Posseeixen una tercera parpella, la membrana nictitant, que és una prima làmina opaca que actua com a protecció addicional. Aquesta membrana es tanca parcialment si el gat està malalt; però també es pot fer visible si l'animal té son. Si la tercera parpella es mostra de manera persistent, cal dur el gat a un veterinari perquè l'explori. La seva posició és obliqua i surt del llagrimer sense arribar a cobrir completament el globus ocular.

### Oïda
L'abast auditiu dels gats i els humans és similar. Tanmateix, els gats poden sentir sons a tons molt més alts, fins i tot millor que els gossos. Poden sentir-hi fins a 64 kHz, 1,6 octaves per sobre el llindar dels humans i una octava per sobre el llindar dels gossos. Giren les orelles vers la direcció del so per sentir-lo millor, aprofitant la seva capacitat de moure les orelles individualment. Poden determinar l'origen del so a una distància d'un metre amb un marge d'error de 8,3 cm. Quan senten un so fort, sovint fugen espantats, mentre que si no arriba a ser prou fort per espantar-los, simplement pleguen les orelles sobre el clatell.

### Olfacte
L'olfacte del gat domèstic és catorze vegades més sensible que el dels humans, entre altres motius perquè té el doble de cèl·lules olfactives al nas que una persona normal. També té un òrgan sensible al paladar anomenat «òrgan de Jacobson» o «òrgan vomeronasal». Els gats utilitzen un moviment facial característic denominat «reflex flehmen» per a enviar-hi compostos químics.

### Tacte
Els gats tenen una dotzena de pèls sensitius, o vibrisses, al llavi superior i alguns a les galtes, per sobre els ulls i al mentó. A vegades també n'hi ha als canells i les celles. La raça esfinx pot mancar totalment de vibrisses. Les vibrisses transmeten impulsos elèctrics causats per impressions tàctils a la regió somatosensorial de l'escorça cerebral, també anomenada «regió de barrils». Al cervell, cada vibrissa té assignat un «barril», és a dir, un conjunt de neurones corticals relacionades morfològicament amb una columna cortical funcional.

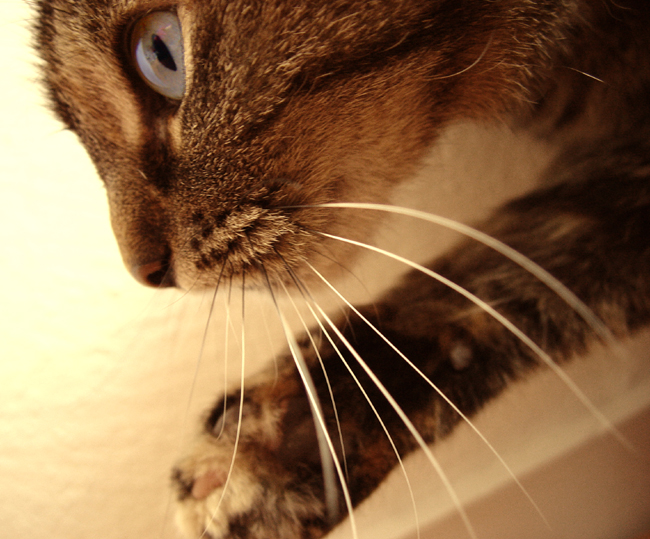
Bigotis d'un gat domèstic, o vibrisses

Les vibrisses poden detectar petites variacions en el vent, permetent a l'animal saber si té un obstacle al davant sense veure'l. Les dues fileres superiors de vibrisses dels llavis es poden moure independentment de les dues fileres inferiors per aconseguir una major precisió. Com que la longitud de les vibrisses supera l'amplada del cos del gat, li permet saber si pot travessar un forat amb la seva mida corporal.
En llum tènue, es creu que els gats confien més en la informació de les vibrisses que en la informació visual, car les pupil·les completament dilatades en disminueixen la capacitat d'enfocar objectes propers.
La posició de les vibrisses indica l'humor de l'animal; si apunten cap endavant, reflecteixen una actitud amistosa i curiosa; si queden cap enrere, sobre la cara, demostren una actitud agressiva o defensiva.
Estudis recents de fotografies en infraroig de gats caçant han demostrat que també utilitzen les vibrisses per a determinar si la presa ja és morta. S'hi veu que, en aplicar la mossegada letal a la presa (sovint un rosegador), i prémer-la entre les mandíbules, les vibrisses n'envolten completament el cos per detectar qualsevol moviment que indiqui que encara és viva. Es tracta d'un mecanisme defensiu, car moltes preses, com ara les rates, encara poden mossegar i ferir el gat si se les posa a la boca quan encara estan vives.

### Gust
El 2005 es demostrà que la família dels gats manca de la proteïna T1R2, una de les dues necessàries perquè funcioni el receptor sensorial de la dolçor; l'eliminació del gen corresponent (Tas1r2) provoca un canvi en la pauta de lectura genètica, fent que la transcripció arribi a la seva fi prematurament i no es produeixi cap ARNm o proteïna detectable. L'altra proteïna, T1R3, està present i és idèntica a la d'altres animals, mentre que les papil·les gustatives corresponents també persisteixen però són inactives. Aquest marcador genètic present en la família sencera i no en altres animals és el resultat d'una mutació en un avantpassat primitiu. Com a deleció que és, no es podria revertir, de manera que hauria estat heretada per tots els descendents a mesura que l'arbre evolutiu s'ampliava. La majoria de científics creuen actualment que aquest és l'origen del nínxol evolutiu extremament especialitzat de la família dels fèlids com a caçadors i com a carnívors. El seu sentit del gust modificat faria que ignoressin en certa manera les plantes, en què la majoria del sabor ve de l'alt contingut en sucres, a favor d'una dieta carnívora rica en proteïnes, que encara estimulaven els receptors gustatius restants.

## Comportament
Els gats ferals són animals molt socials que estableixen colònies més o menys jerarquitzades. Són animals caçadors i els mascles marquen territori orinant.

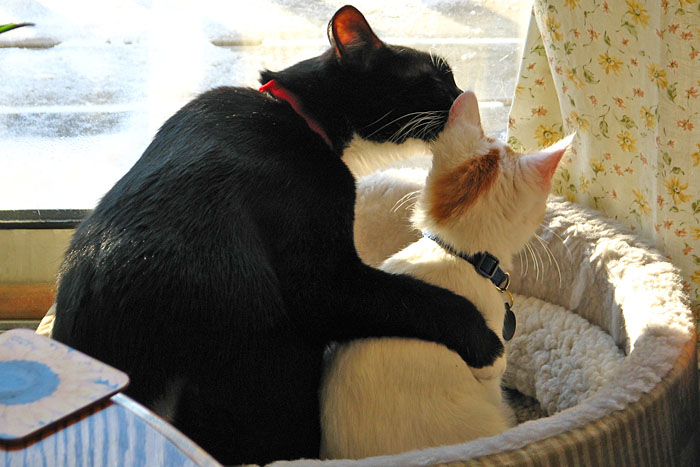
Els gats poden fer amistat. A la imatge, un gat empolaina l'altre

Per als gats, la vida en proximitat amb els humans (i altres animals domèstics) representa una adaptació social simbiòtica que s'ha desenvolupat al llarg de mil·lennis. Des d'un punt de vista etològic, s'ha suggerit que l'amo humà substitueix la mare del gat i que els gats domèstics adults viuen en una mena d'infantesa prolongada, una forma de neotènia comportamental.
Els gats poden expressar afecte envers els companys humans, especialment si se'ls condiciona des d'una edat molt jove i se'ls tracta amb afecte constant. Sense tenir en compte la sociabilitat mitjana d'un determinat gat o dels gats en general, sempre hi ha gats que igualen o superen l'esteorotip felí negatiu, tenint una socialització pobra. Hi ha hagut casos de gats adults que es mostren agressius envers els gatons i que els poden mossegar o esgarrapar. Aquest fenomen és conegut com a agressió asocial felina.
Poden patir malalties psicològiques com ara l'estrès. Igual que els humans, els gats estressats tendeixen a desenvolupar un comportament neuròtic.
L'edat a la qual assoleixen la vellesa varia d'una raça a l'altra i, fins i tot, d'un individu a l'altre. Com a regla general, es considera que els gats de més de set anys ja són vells, però alguns arriben als quinze anys sense presentar signes de declivi. Un exemplar vell sofreix cataractes i es torna més lent. També perd l'olfacte i poden començar a fallar-li alguns òrgans. En general, dorm tot el dia, sense fer cap altra activitat, mostra del seu extrem cansament.
Les gates presenten un caràcter o temperament variable; a vegades fingeixen ignorar el seu amo, mentre que altres vegades surten a rebre'l i, fins i tot, ronquen i en altres casos en fugen sense motiu aparent.
A causa del seu caràcter confiat, els gats domèstics que viuen a prop de carreteres corren el perill de ser atropellats, fins i tot en zones rurals amb un trànsit escàs i lent. Poden travessar la carretera sense mirar, buscant un cotxe a l'ombra del qual descansar, i acabar atropellats. Un altre perill relacionat amb els cotxes durant els períodes freds és que alguns gats s'amaguen al costat del motor, buscant-ne l'escalfor, i queden malferits o morts quan s'engega el cotxe.

### Jocs
Els gats domèstics són coneguts pel seu gust pel joc, especialment els gatons. El joc imita la caça i és important perquè els gatons aprenguin a parar emboscades a les preses, capturar-les i matar-les. Molts gats no poden resistir-se a jugar amb un cordill que penja, o un tros de corda estirat a terra de qualsevol manera. Aquesta coneguda afecció pels cordills es representa sovint en dibuixos animats i fotografies, que mostren gatons o gats jugant amb boles de fil. Això es relaciona amb l'instint caçador, igual que la pràctica habitual dels gatons d'atrapar la cua de la mare i altres gats. Tanmateix, si el gat s'empassa el fil, es pot quedar encallat a l'estómac o intestí, provocant malalties o, en casos extrems, la mort. A causa dels problemes causats per la ingestió de fils, a vegades se'ls substitueix per un apuntador làser, que alguns gats persegueixen. Tot i que cal anar amb precaució, no es té constància de gats que hagin sofert danys oculars a causa d'un apuntador làser. L'alta precisió necessària per fer mal i la baixa energia emesa pel dispositiu fan que el risc sigui molt baix. Un compromís habitual és utilitzar l'apuntador làser per a conduir el gat a una joguina, de manera que trobi una recompensa al final de la caça. En el passat, s'utilitzaven llanternes de manera similar per jugar amb gats abans de l'aparició dels apuntadors làser. A alguns també els agrada jugar amb ombres projectades a les parets.
Els gats també juguen a combatre, tant entre si com amb companys humans. Tanmateix, en «combatre» amb un gat estirat cal anar amb compte car, si el gat se sobreexcita o espanta, pot creure que la baralla va de debò i començar a esgarrapar i mossegar.

### Higiene

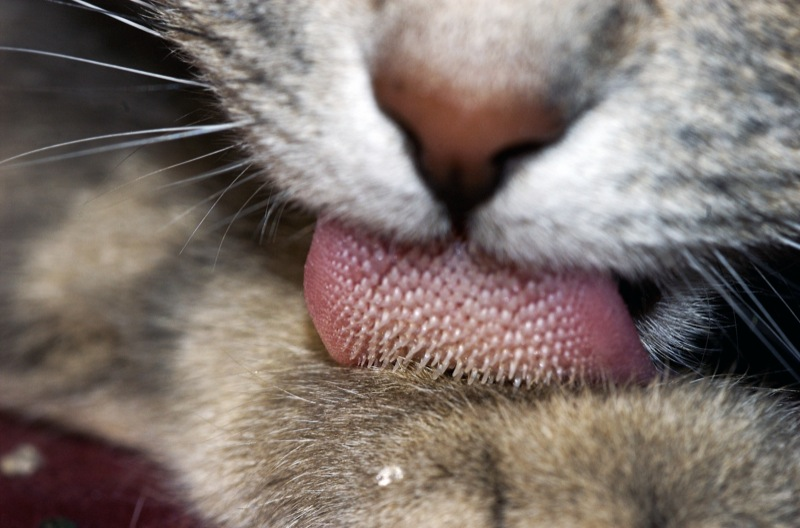
Les papil·les ganxudes de les llengües serveixen de raspall, contribuint a netejar el pèl i desfer-ne els remolins.

Els gats són coneguts per la seva gran netedat. S'empolainen llepant-se el pelatge i aprofitant les seves papil·les i saliva, que és un potent agent netejador i desodorant. A molts gats, els agrada empolainar humans o altres gats. A vegades, l'empolainament representa una demostració de jerarquia superior dins del grup (empolainament de dominància).
A vegades, els gats regurgiten boles de pèl que se'ls han anat acumulant a l'estómac com a resultat de l'empolainament. Els gats de pèl llarg són més susceptibles a aquest fenomen que els de pèl curt. La formació de boles de pèl es pot evitar amb certs tipus d'aliments per gats o remeis que faciliten l'eliminació del pèl, a més de pentinades periòdiques amb una pinta o un raspall rígid.

### Esgarrapades
Els gats tendeixen a enganxar sovint les urpes davanteres a superfícies apropiades i tibar cap enrere per netejar-se-les, eliminar-ne la vora exterior desgastada i estirar els músculs. Aquest comportament sembla agradar als gats, car fins i tot aquells als quals s'han llevat les urpes intenten esgarrapar coses, amb gran satisfacció malgrat l'absència total de resultats. Alguns investigadors creuen que això és degut a unes glàndules odoríferes presents als coixinets i que esgarrapar és en realitat una manera de marcar territori.

### Baralles

Les accions d'autodefensa dels gats inclouen arquejar l'esquena, posar-se de costat i esbufegar

Quan els gats entren en combat contra un altre gat per qüestions d'autodefensa, territori, reproducció o dominància, intenten semblar més intimidadors i amenaçadors eriçant el pèl i arquejant l'esquena, incrementant així la seva mida aparent. Els gats també es comporten així quan juguen. Els atacs inclouen generalment bufetades potents a la cara i el cos del rival, així com mossegades, però rarament causen danys greus; normalment, el perdedor fuig amb només unes esgarrapades a la cara i potser a les orelles. Els gats també es llencen a terra en una postura defensiva per escombrar amb les seves potents potes posteriors. Normalment, els efectes negatius seriosos de les baralles es limiten a possibles infeccions de les esgarrapades i mossegades; tot i que a vegades aquestes poden matar si no són tractades. A més a més, es creu que aquestes baralles són la via de transmissió principal del virus d'immunodeficiència felina (VIF). Els mascles sexualment actius solen participar en molts combats durant la seva vida i sovint tenen rostres bastant marcats amb grans cicatrius i talls a les orelles i el nas. Els mascles no són els únics que es barallen; les femelles també es barallen per territori o per protegir els gatons i, fins i tot, els gats esterilitzats defensen el seu territori (més petit) de manera agressiva.

### Comunicació

#### Miol
El  miol (?·pàg.) és el so característic dels gats. Es transcriu amb l'onomatopeia mèu o formes similars (meow, miaou, maw, etc.) en moltes llengües europees i en mandarí. En japonès, es transcriu com a nyaa o nyan, mentre que a Corea és yaong o nyaong i en àrab s'utilitza mowa'a. Tanmateix, n'existeixen moltes variants arreu del món. El so d'un gat molt enutjat es transcriu com a mkgnao i mrkgnao a la novel·la Ulisses de James Joyce.
La vocalització d'aquesta crida varia significativament segons la seva causa. Els gats solen miolar per indicar patiment, cridar l'atenció dels humans (per exemple, per ser alimentats), o per saludar. Alguns miolen sovint, mentre que d'altres ho fan rarament. Són capaços d'emetre prop de cent tipus de vocalitzacions diferents, incloent-hi sons similars al llenguatge humà. La veu dels mascles és més forta i greu que la de les femelles. Els gats domèstics miolen molt més que els salvatges perquè és una de les formes que tenen de cridar l'atenció.
Hi ha diversos tipus de miol; per exemple, el que emeten els gatons després de néixer o quan se'ls molesta mentre dormen és perquè la mare els identifiqui. Per això, un gató sovint miola quan se'l toca o desperta. Un altre tipus de miol és per cridar la parella. En el ritual d'aparellament, la femella s'assegura que els mascles la segueixin i, si veu que no ho fan, miola. Els mascles fan el mateix per identificar-se i també es comuniquen grunyint per intimidar el rival quan es barallen, alhora que ericen el pèl per semblar més grossos.

#### Ronc

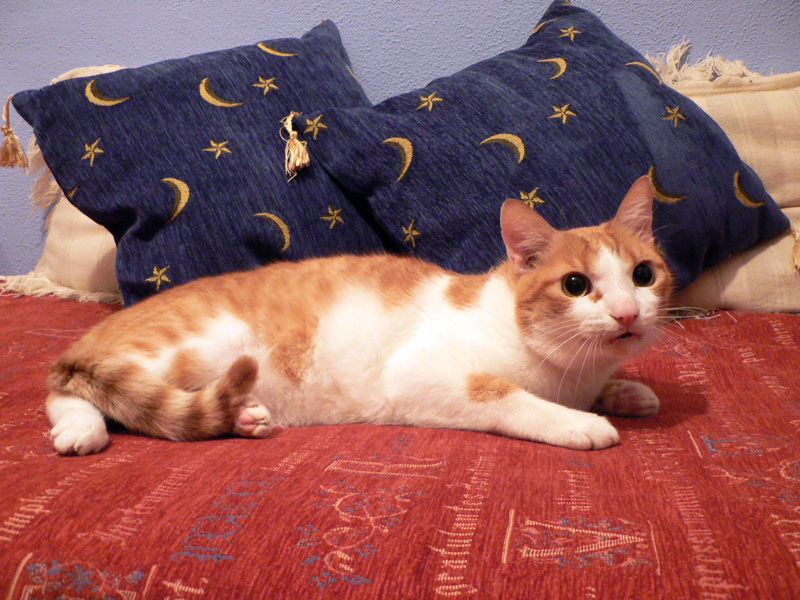
Gat roncant

Els gats poden roncar per demostrar afecte, com les femelles quan alleten la ventrada. Tot i que generalment és una mostra de placidesa, el ronc també pot significar que l'animal està anguniós o afligit o que té mal. Els gats ronquen davant la presència d'altres gats, per exemple, quan una mare torna amb els gatons. Hi ha moltes teories per a explicar com es genera el ronc, com ara una vibració de les falses cordes vocals quan inhalen i exhalen, el so de la sang circulant per l'artèria aorta, una vibració de l'os hioide, i una ressonància directa als pulmons. Tanmateix, la teoria més estesa actualment és que el ronc és el resultat d'impulsos rítmics vers la laringe.
Els gats poden roncar i miolar alhora, especialment els que vocalitzen molt. A més de roncar, si estan relaxats, poden parpellejar lentament o aclucar parcialment els ulls, cosa que indica tranquil·litat i serenitat.
El ronc també pot ser un mitjà de calmar-se en situacions estressants, com quan estan ferits. Tot i que no s'ha demostrat, estudis suggereixen que la freqüència de la vibració produïda pel ronc pot promoure la curació dels ossos i òrgans de l'animal, cosa que explicaria per què ronquen quan estan ferits.

#### Altres sons
La majoria de gats grunyen, esbufeguen o fan xiulets quan estan enfadats o se senten amenaçats. Alguns també poden refilar quan observen una presa o quan veuen quelcom que els interessa. Quan el so es dirigeix a una presa fora del seu abast, es podria tractar d'un so amenaçador, una expressió de frustració o un intent d'imitar la crida d'un ocell (o la crida d'una presa de l'ocell, com per exemple una cigala). Recentment, alguns etòlegs han suggerit que aquest so és un comportament d'assaig amb el qual el gat anticipa com matarà la presa, car coincideix sovint amb un moviment de la mandíbula similar a l'utilitzat per matar preses (la mossegada letal que trenca el coll de la víctima).

## Caça i dieta

### Caça
Els gats són depredadors molt hàbils que paren emboscades i es llancen sobre petits vertebrats o invertebrats de manera similar a com ho fan els lleopards i els tigres. Maten la víctima mitjançant una mossegada amb els ullals, que li trenca la medul·la espinal o li esclafa la tràquea.
Els gats poden caçar més de mil espècies diferents, principalment insectes, mentre que la majoria de grans fèlids en cacen menys de cent. Aquests últims són capaços de caçar les mateixes espècies que els gats, però no ho fan gairebé mai perquè el seu contingut nutritiu és relativament baix. El lleopard, que sovint caça conills i altres animals petits, n'és una excepció.

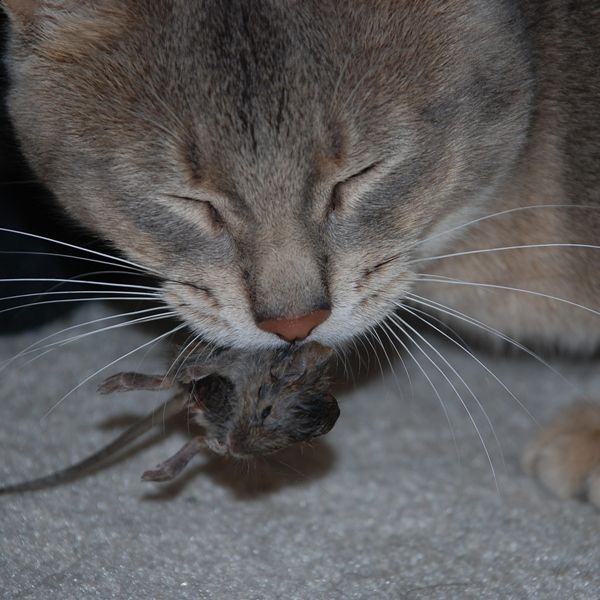
Un gat que ha caçat un ratolí domèstic

Un dels trets que caracteritzen negativament el gat és la seva suposada crueltat. Es tracta d'un comportament que també ha estat observat en altres fèlids com el lleó: quan un gat caça preses petites, a vegades les deixa moribundes o ferides abans de començar a jugar-hi, llançant-les a prop i tornant-les a capturar. Per això, hi ha gent que diu que els gats són cruels i sàdics. Encara no s'ha trobat cap explicació científica convincent d'aquesta actitud dels felins.
Fins i tot, els gats ben alimentats poden caçar i matar ocells, ratolins, rates i altres petits animals que enxampin, per després mostrar el «trofeu de caça» als amos. No se sap ben bé per què ho fan, però es creu que té a veure amb comportaments que creen lligams afectius i probablement esperen ser lloats per la seva contribució simbòlica al grup. Se sap que, en estat salvatge, fins i tot els mascles comparteixen el que cacen amb la seva família. L'oferiment de preses a l'amo per part d'un animal ben alimentat pot ser habitual i representa una mostra d'afecte i familiaritat.
Els gats tenen una dentadura especialitzada i un sistema digestiu adaptat per a digerir la carn. La premolar i la primera molar són les dents utilitzades per tallar la carn com si fossin tisores. Tot i que aquesta característica també es dona en els cànids, en els fèlids està especialment desenvolupada. La llengua dels gats té papil·les de ceratina en forma d'espines que resulten útils per arrancar carn d'un cadàver.
Els gats caçadors poden perjudicar significativament els ecosistemes dels quals no són nadius si les espècies locals no tenen temps d'adaptar-s'hi. En alguns casos, han provocat o contribuït a l'extinció d'una espècie, com ara l'ocell Xenicus lyalli. En molts països es consideren plagues els gats ferals. En algunes zones, cal que els gats domèstics romanguin dins les cases a totes hores, car poden amenaçar espècies locals d'ocells en perill d'extinció. Alguns municipis d'Austràlia han promulgat lleis en aquest sentit. Hi ha amos que posen un cascavell als gats perquè no es puguin acostar a les preses sense passar desapercebuts, però alguns descobreixen com funciona i aprenen a moure's més sigil·losament per evitar que soni).

### Alimentació

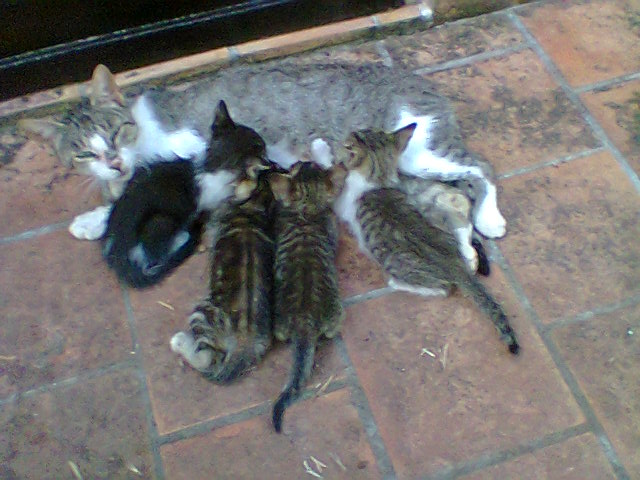
Gatons mamant llet (comportament típic dels mamífers)

Els gats són carnívors estrictes, és a dir, la seva fisiologia està adaptada per processar la carn de manera eficaç i està molt inadaptada per digerir matèria vegetal. Igual que les dents, l'aparell digestiu s'ha especialitzat al llarg del temps per adaptar-se a la carn. S'ha reduït a únicament els segments d'intestí més ben preparats per digerir les proteïnes i lípids de la carn. Això limita dràsticament la capacitat del gat de digerir nutrients d'origen vegetal i certs àcids grassos. Per exemple, la taurina, escassa en les plantes però abundant en la carn, és un àcid aminosulfònic essencial per als ulls dels gats. Una deficiència de taurina pot causar degeneració macular, en què la retina del gat es degrada a poc a poc i acaba causant una ceguesa irreversible.

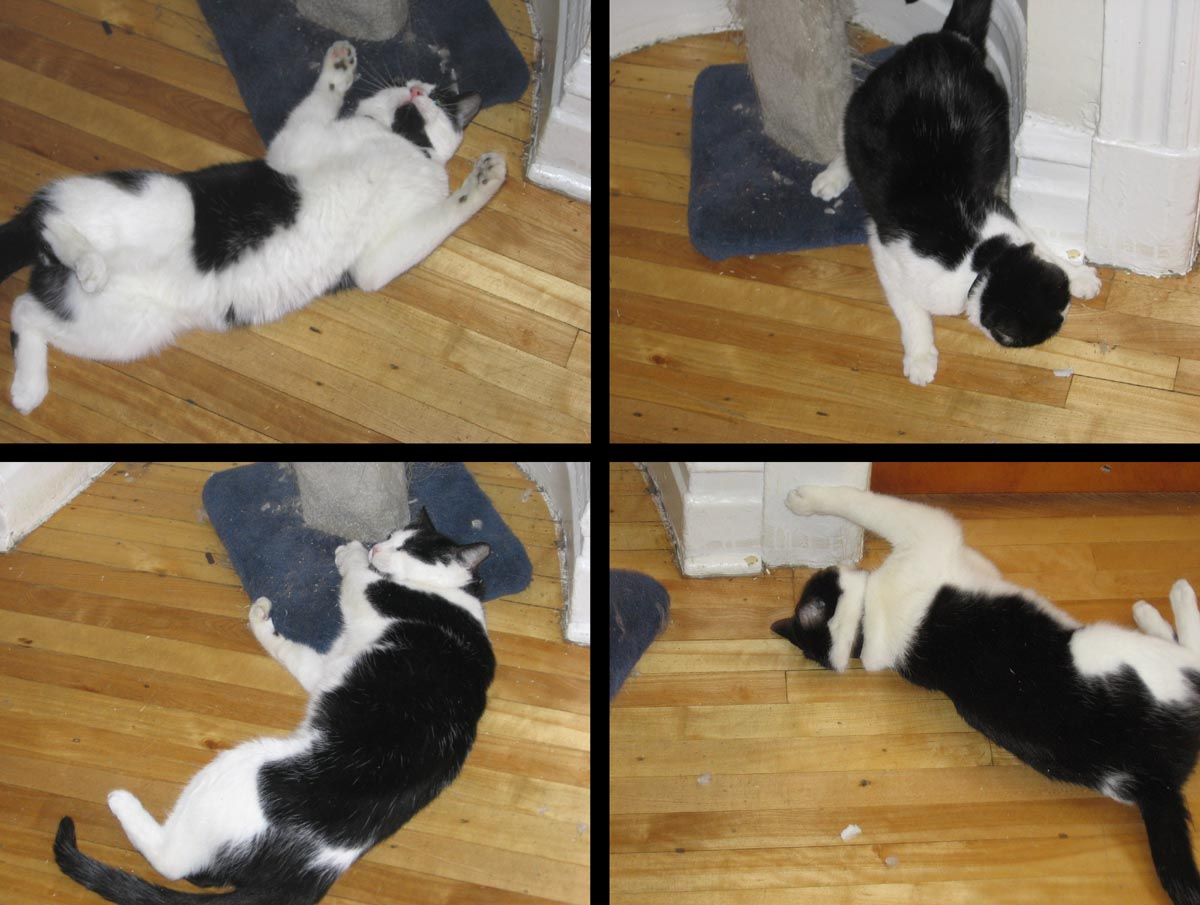
Efectes de l'herba gatera sobre un gat

Els gats poden ser menjadors selectius, cosa que podria ser deguda en part a la mutació que els feu perdre la capacitat de sentir el gust dolç. A diferència de la majoria de mamífers, poden refusar menjar encara que se'ls doni aliments que els agradin, fins i tot si ja se n'han menjat abans.
Alguns gats tenen afecció per l'herba gatera, que n'estimula el sistema olfactiu. Tot i que no se la solen menjar, sovint s'hi rebolquen, la toquen amb les potes o la masteguen. Alguns també grunyen o miolen, en una reacció que només dura uns minuts abans que perdin l'interès. Poden passar dues hores abans que l'interès del gat es torni a despertar, després de les quals pot tornar a l'herba gatera i experimentar de nou la mateixa reacció. Els gats més joves i més vells solen tenir una reacció menys marcada.
Aproximadament, dos terços dels gats són sensibles als efectes de l'herba gatera. Es tracta d'un caràcter hereditari; per exemple, la majoria de gats australians no els experimenten, car molts provenen del mateix patrimoni gènic. L'herba només provoca aquesta reacció en alguns gats perquè hi ha un element genètic més predominant en les races domèstiques.
Els gats domèstics mengen molt poca matèria vegetal. Tanmateix, a vegades complementen la dieta carnívora amb petites quantitats d'herba i altres plantes per millorar el trànsit digestiu i adquirir certes vitamines que no es troben a la carn. Una teoria és que aquest comportament els ajuda a vomitar si tenen una mala digestió; una altra és que serveix per introduir fibres i microminerals a la seva dieta. La majoria d'aliments equilibrats per a gats solen contenir grans quantitats de blat de moro, arròs, productes carnis, minerals i vitamines. Es recomana que els amos tinguin precaució, car algunes plantes de jardí o d'interior són perjudicials per als gats. Per exemple, les fulles de Lilium longiflorum poden causar danys renals permanents i potencialment letals als gats, mentre que Philodendron també és verinosa per als felins. La Cat Fanciers' Association ha compilat una llista completa de plantes perjudicials per als gats.
Hi ha diversos aliments per a gats vegetarians o vegans, suplementats amb taurina sintetitzada químicament i altres nutrients afegits per respondre a les necessitats nutritives dels gats.

#### Enverinament
El fetge felí processa les toxines de manera menys eficaç que l'ésser humà o el caní, per la qual cosa substàncies que normalment es consideren segures poden ser nocives pels gats. En general, cal evitar o minimitzar la presència de toxines a prop dels gats. Si un gat emmalalteix greument de sobte o està malalt durant molt de temps sense causa evident, cal considerar la possibilitat que hagi estat enverinat i informar un veterinari de qualsevol substància que el gat hagi pogut ingerir o inhalar.
Per exemple, l'analgèsic comú paracetamol és molt tòxic per als gats, que manquen dels enzims necessaris per a processar-lo. Per això, fins i tot una mínima part de la dosi segura per als humans pot matar un gat, i cal dur-lo immediatament a un veterinari si se sospita que ha consumit aquest medicament. Fins i tot l'aspirina, que a vegades es fa servir per a tractar l'artritis felina, té un alt potencial tòxic i ha de ser administrada amb precaució. L'aplicació cutània de minoxidil, sigui accidental o per ignorància per part d'un amo que vol combatre la pèrdua de pèl, pot resultar fatal.
A més de perills evidents com ara insecticides i herbicides, altres productes comuns que s'han de fer servir amb precaució allí on els gats puguin tocar-los són les boles antiarnes i altres productes amb naftalina, així com productes a base de fenol que es fan servir per a netejar i desinfectar voltants de les àrees d'alimentació o les caixes dels gats, car, tot i que sovint no provoquen problemes, en alguns casos poden ser letals. L'etilenglicol, ingredient habitual dels anticongelants de cotxe, atreu els gats i una sola cullerada ja pot resultar mortal.
Hi ha molts aliments humans que presenten una certa toxicitat per als gats. La teobromina de la xocolata, per exemple, pot causar enverinament per teobromina, tot i que pocs gats mengen xocolata. Es coneixen casos de gats que s'han enverinat amb quantitats relativament grans de ceba o all. Fins i tot productes aparentment segurs, com ara aliments enllaunats, han estat relacionats amb l'hipertiroïdisme. Tot i que aquesta connexió no ha estat demostrada amb certesa, se sospita de l'ús de plàstics a base de bisfenol A a les llaunes.
Moltes plantes de casa i de jardí són almenys una mica tòxiques per a moltes espècies, incloent-hi els gats, per la qual cosa cal evitar que se'n mengin.

## Ecologia
Es creu que el gat salvatge africà, l'avantpassat del gat domèstic, evolucionà en un clima desèrtic, com es fa evident en els comportaments comuns de les varietats domèstiques i salvatges. Els gats salvatges són nadius de tots els continents, tret d'Austràlia i l'Antàrtida; tanmateix, gats introduïts han esdevingut depredadors alfa a l'Outback australià, on representen una amenaça per als animals autòctons. Els excrements solen ser secs i els gats prefereixen enterrar-los en llocs sorrencs. L'orina és altament concentrada, cosa que permet retenir el màxim de fluid possible. Els gats poden romandre molt de temps sense moure's, especialment quan observen preses i es preparen per llançar-s'hi a sobre. Al nord d'Àfrica, encara hi ha petits gats salvatges que probablement són propers als avantpassats dels gats domèstics actuals.
Com que són parents propers dels gats del desert, els gats gaudeixen de la calor i el sol, i sovint passen les hores més càlides dormint en un lloc assolellat. Mentre que els humans solen començar a sentir-se incòmodes quan la seva temperatura cutània supera 44,5 °C, els gats no comencen a incomodar-se fins que la seva pell arriba més o menys a 52 °C.
En general, els gats poden resistir fàcilment la calor i el fred d'un clima temperat sempre que els períodes de fred no siguin gaire llargs. Tot i que algunes races com el gat del bosc de Noruega o el Maine coon han desenvolupat pelatges més espessos, toleren malament el fred humit (boira, pluja i neu) i els costa mantenir la temperatura corporal a 39 °C quan estan molls. És per un motiu similar que a la majoria de gats els desagrada estar dins l'aigua. Una excepció notable és la raça Turc de Van, que té un gust inusual per banyar-se. Sembla que els abissinis i els de Bengala també toleren millor l'aigua que la majoria de gats.

## Salut

### Boles de pèl
Les boles de pèl es formen per l'acumulació de pèl barrejat amb secrecions estomacals i provoquen vòmits o regurgitacions. Si no s'eliminen vomitant, es van fent més compactes i grosses fins que provoquen una obstrucció intestinal que requereix tractament quirúrgic. La causa és el costum dels felins de llepar-se el pelatge per empolainar-lo, que fa que tendeixin a ingerir el seu propi pèl. Els gats domèstics i les races de pèl llarg tenen una major propensió a aquest trastorn, particularment a l'època de muda. Com a mesura preventiva es recomana raspallar-los sovint per eliminar el pèl mort.

### Leucèmia felina
La leucèmia felina és una de les malalties més esteses. No s'encomana a altres espècies, sinó que només es transmet d'un gat a un altre per la saliva o la sang. La vacuna contra aquesta malaltia té una eficàcia del 95%. L'esterilització dels gats que surten a l'exterior pot reduir aquest risc, car els individus que passen per aquest procediment no mantenen contactes sexuals i tenen menys contacte amb la sang d'altres gats (baralles territorials).
És una malaltia desconeguda per molts veterinaris que, com que no la saben tractar, recomanen sacrificar l'animal. Tanmateix, no és el mateix haver estat en contacte amb la malaltia i ser-ne portador que haver estat infectat i estar-la desenvolupant. En el primer cas, el gat pot arribar a limitar els efectes de la malaltia i conservar una vida llarga i saludable. En el segon cas, és més probable que mori, però fins i tot així no és una malaltia fulminant. En els individus portadors, els estadis inicials de la malaltia només provoquen una certa immunodeficiència. Quan es desenvolupa, és una malaltia degenerativa que escurça la vida de l'animal d'alguns anys, però que es pot controlar si el gat viu en bones condicions. La pèrdua de defenses també pot fer que qualsevol altra malaltia normalment lleu esdevingui perillosa (rinotraqueïtis, refredats, etc.). La malaltia entra en la fase terminal quan arriba a la medul·la òssia, on atura totalment la producció de glòbuls blancs i fa que l'animal comenci a deteriorar-se ràpidament i patir, de manera que el sacrifici és l'única solució. Tanmateix, mentre el gat no presenti un estat crític, cal cuidar-lo i donar-li bons aliments, juntament amb interferó o altres suplements que l'ajudin a reforçar les defenses.

## Malalties humanes causades pels gats

### Al·lèrgies
Algunes persones són al·lèrgiques a la glicoproteïna Fel d1, present a la saliva dels gats i que passa a la pell i al pelatge durant l'empolainament. Un de cada 50.000 gats no té aquesta glicoproteïna a causa d'una variació genètica de l'ADN. La glicoproteïna pot causar esternuts, irritació de les vies respiratòries i, en els casos més aguts, asma i altres reaccions al·lèrgiques. El 24 de setembre del 2006, la marca biotecnològica Allerca anuncià que començava a produir els primers gats hipoal·lergènics sense modificacions genètiques. A més, el gat del bosc de Sibèria no produeix aquesta glicoproteïna, per la qual cosa només provoca al·lèrgies en un 20% dels casos.

### Toxoplasmosi
La toxoplasmosi és perillosa per a les dones embarassades, car és una de les principals causes de malformacions fetals. El gat té un paper clau en el contagi d'aquesta malaltia, que adquireix quan es menja algun ocell o ratolí infectat. Per tant, els gats portadors de la malaltia són els que poden caçar i no els que són alimentats amb pinso.
El gat diposita oocists amb els excrements i l'ésser humà es pot infectar per contacte oral amb ells (per exemple, si no es renta les mans després de netejar-li la caixa). Tanmateix, el risc de contagi per aquesta via és baix, i és improbable que un gat domèstic s'alimenti d'ocells i ratolins, car la majoria de gats els consideren només com a trofeus. Si la dona embarassada es protegeix amb guants a l'hora de canviar la sorra on el gat fa els seus excrements i es renta les mans després de fer-ho, el risc de contagi es redueix considerablement. Segons l'Organització Mundial de la Salut, una de les principals causes de toxoplasmosi en humans és la ingestió de carn crua o poc cuita, així com verdures sense rentar (contaminades amb excrements de gat).
Una dona que ha passat la toxoplasmosi adquireix una immunitat permanent, per la qual cosa es considera que el període de risc són els quatre primers mesos d'embaràs en les dones que no hagin contret la malaltia amb anterioritat.

## Feralització

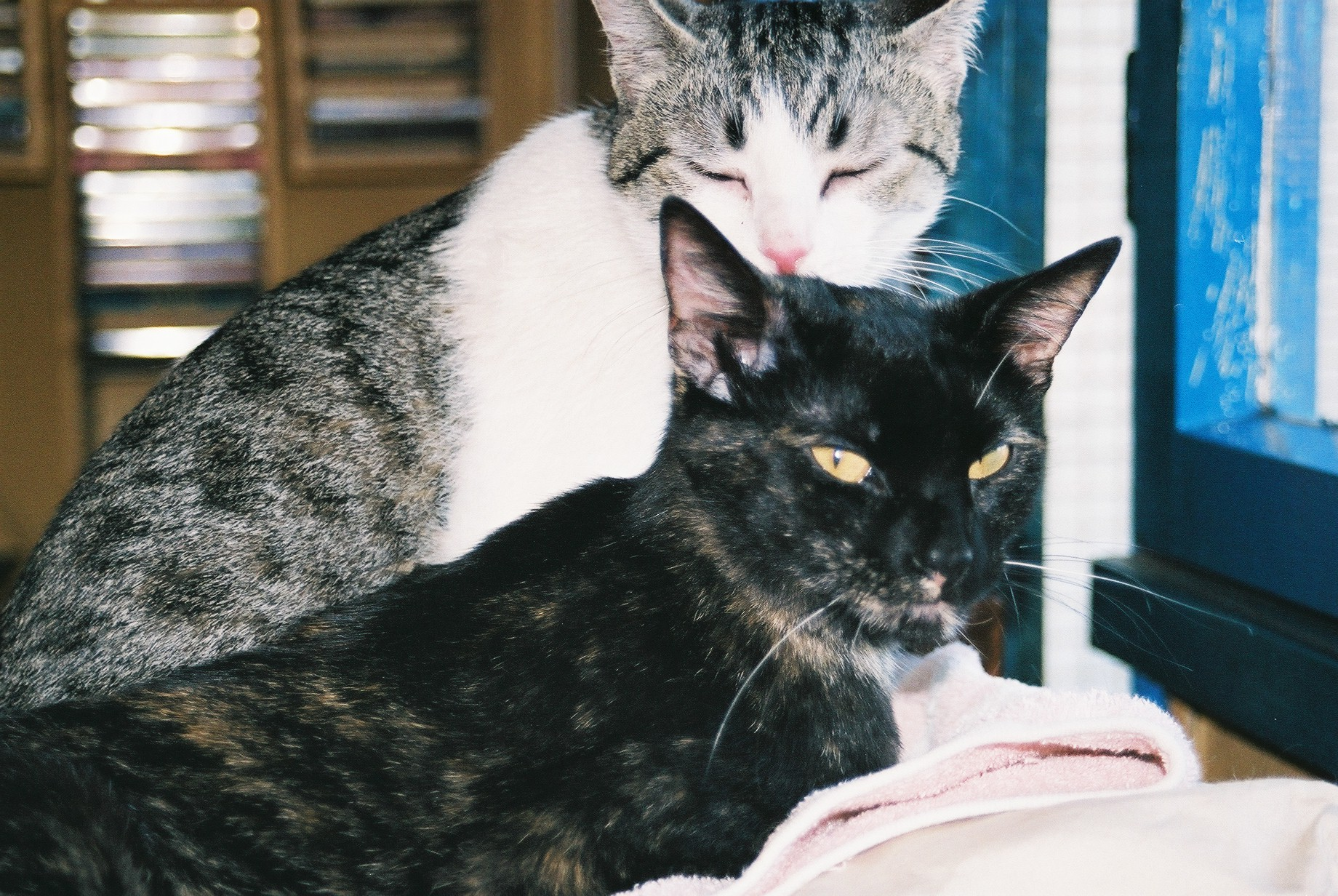
Gata de carrer (en primer pla) i gata domèstica

Els termes «gat de carrer» i «gat feral» s'apliquen a qualsevol gat que s'hagi tornat més o menys salvatge i tingui poc contacte amb els humans. Aquests gats poden haver estat abandonats, haver fugit dels seus amos, haver-se perdut o haver nascut d'altres gats ferals.
Els gats s'acosten als humans més per una actitud de conveniència i comoditat que per un lligam afectiu, cosa que no impedeix que alguns gats domèstics arribin a sentir estima envers els humans que els cuiden. Tanmateix, el gat és un animal domesticat, per la qual cosa depèn dels humans per tenir una vida plena i còmoda.
Els gats ferals poden viure sols, tot i que a vegades formen colònies. Normalment, les colònies se situen en llocs on poden sobreviure gràcies a gent que els porta aliment o a l'abundància de rosegadors. És difícil que entrin gats nous a les colònies existents, car són animals molt territorials. Cada gat de la colònia té un territori diferent: els mascles sexualment actius tenen el territori més gran, mentre que els gats esterilitzats tenen el més petit. Entre aquests territoris, existeixen àrees neutrals on els gats conviuen sense que hi hagi conflictes. Fora d'aquestes àrees neutrals, els amos del territori solen foragitar els gats forans amb agressivitat, primer amb mirades, esbufecs i grunyits, i si això no funciona, amb atacs violents i curts però sorollosos.
Tot i que els gats s'adapten molt fàcilment, la seva expectativa de vida en un ambient hostil és baixa. Com que necessiten molta proteïna, és difícil que els gats que viuen en colònies urbanes puguin satisfer les necessitats alimentàries, i són molt susceptibles de caure malalts, ser atropellats o enverinats i altres perills.
Tot i cohabitar en colònies, els gats no tenen una estratègia de supervivència social. Cada individu s'encarrega de les necessitats bàsiques per si mateix, de manera que els gats sempre cacen en solitari, i no en grups com els gossos o els lleons. Es llepen sovint perquè la composició de la seva saliva, amb la qual es cobreixen quan s'empolainen, s'assembla a un desodorant natural. Per tant, la netedat d'un gat contribueix a reduir les possibilitats que la presa el detecti. En canvi, en els gossos, l'olor és un avantatge a l'hora de caçar: com que els cacen en grup, alguns individus se situen vent amunt i la seva olor porta la presa vers la direcció de la resta del grup, situat vent avall. Per fer-ho, cal un esforç cooperatiu, que al seu torn requereix habilitats comunicatives. En canvi, un caçador solitari com el gat no necessita aquestes habilitats.
A causa de la seva multitud d'orígens, els gats ferals rarament tenen pedigrí i sovint són el que s'anomena un gat comú europeu. El grau de socialització d'un gat feral pot variar. Un individu amb la mare domesticada se socialitza més fàcilment que no pas un gat que descendeixi de múltiples generacions de gats ferals.
Les colònies de gats controlades per mitjà del mètode de captura-esterilització-alliberament, són beneficioses per a l'entorn (car controlen plagues com les rates o els escarabats), però si queden descontrolades, els gats poden caure malalts o començar a reproduir-se constantment, cosa que sovint acaba provocant l'eliminació de la colònia per veïns o ajuntaments. Encara que s'elimini una colònia, en els mesos següents se'n pot establir una altra a la mateixa zona.
Hi ha moltes associacions i particulars que s'encarreguen de controlar aquestes colònies de manera altruista. Aquest control consisteix bàsicament a proporcionar-los aliment sec i aigua en zones on no molestin els veïns i anar capturant-ne tots els membres per esterilitzar-los, identificar-los, vacunar-los i controlar-ne la salut. D'aquesta manera, la població de la colònia es manté o fins i tot es redueix, mentre que la qualitat de vida dels gats augmenta.
La tasca principal de les associacions dedicades a la cura i protecció de les colònies de gats de carrer és esterilitzar tots els individus, alimentar-los i oferir-los cura sanitària, a més d'acomodar-los en un entorn que permeti la vida tranquil·la dels gats i del veïnat. Aquestes associacions es componen majoritàriament de voluntaris i no tenen afany de lucre, sinó que només intenten millorar el benestar dels animals.

## Domesticació

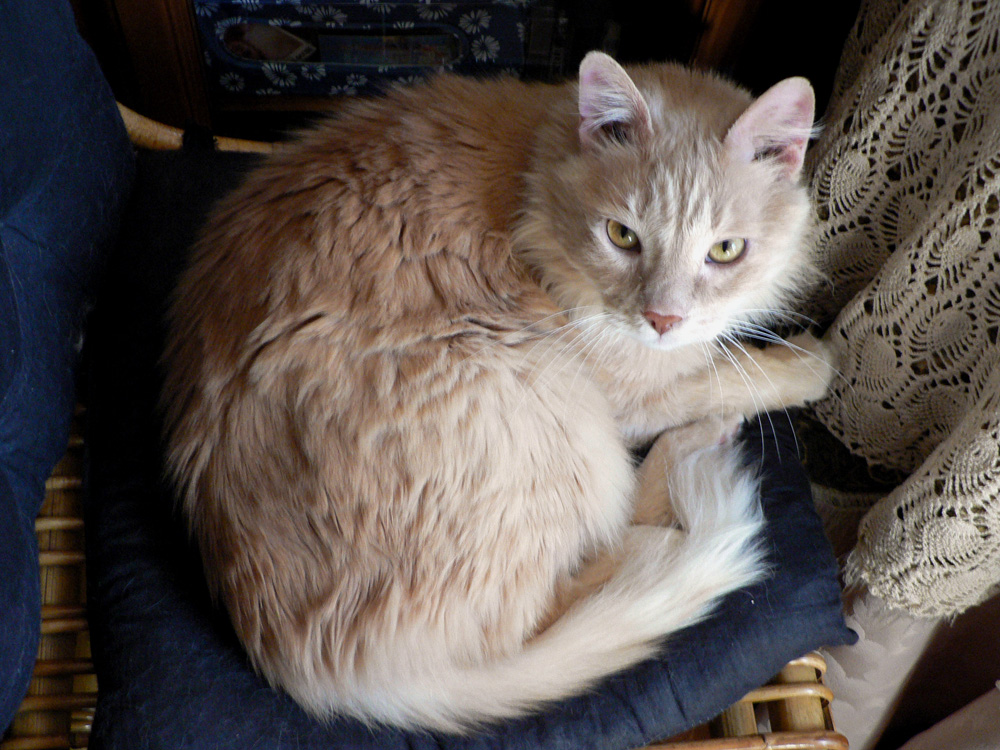
Gat domèstic

El gat és un dels animals de companyia més populars del món. Se'l prefereix per la seva netedat i pel baix nivell d'atenció i de cura que necessita.
No se sap amb certesa quina fou la primera cultura a domesticar els gats, tot i que sempre se n'ha associat la domesticació als egipcis, els assiris o alguna cultura predecessora a partir del gat salvatge africà. Els gats de granja viuen de manera semisalvatge i cacen ratolins i rates que altrament devorarien quantitats importants de cereals. Es creu que els egipcis començaren a domesticar-los als voltants de l'any 4000 aC per mantenir les rates i ratolins fora dels seus graners. Els gats domèstics cacen instintivament insectes, ratolins i petits ocells, tot i que generalment no se'ls mengen.
Els avantpassats dels actuals gats domèstics començaren a separar-se de la resta de gats fa aproximadament 131.000 anys. Els avantpassats més directes dels gats domèstics haurien abandonat gradualment la vida silvestre per conviure amb els humans, possiblement atrets pels rosegadors que parasitaven les primeres comunitats d'agricultors. Actualment, es reparteixen en diversos grups genètics; una anàlisi d'ADNm trobà que totes les subespècies de gat descendeixen de cinc femelles ancestrals. Les proves arqueològiques indiquen que un dels primers llocs on es domesticaren gats fou l'illa de Xipre fa uns 9.500 anys, i que poc després ja eren comuns en les cultures del Creixent Fèrtil. Després, fa uns 3.500 anys i probablement a través de comerciants fenicis, el gat fou introduït a Europa occidental des de l'antic Egipte.
El gat és un dels animals de companyia més populars. Es calcula que hi ha uns 600 milions de gats domèstics arreu del món. A Catalunya, les races més comunes des del 1997 són, en aquest ordre:
- Europeu: 44.213
- Persa: 10.447
- Comú europeu: 10.256
- Mestís: 6.830
- Siamès: 4.339
- Britànic blau: 1.706
- Maine Coon: 1.085
- Noruec: 746
- Ragdoll: 731
- Britànic de pèl curt: 695
- Rus blau: 690
- Exòtic: 655

## Mitologia

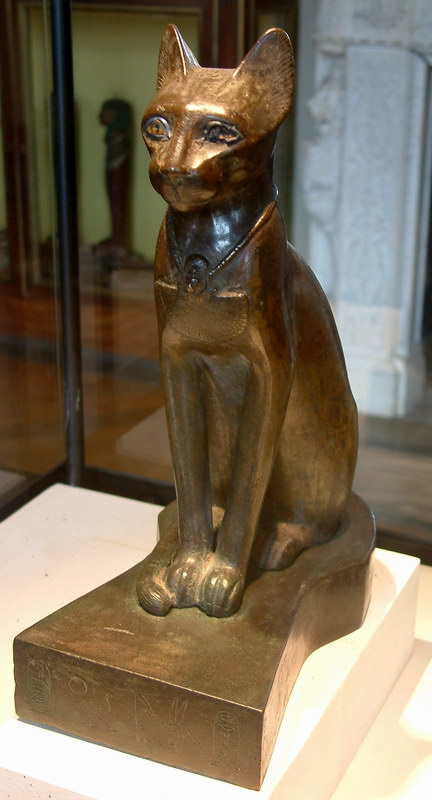
Escultura egípcia d'un gat al Museu del Louvre (París)

L'associació del gat amb els humans li donà un lloc prominent en la mitologia i les llegendes de diferents cultures, incloent-hi les civilitzacions egípcia, japonesa, xinesa i escandinava. Per als egipcis, eren animals sagrats, de manera que matar-ne un es castigava amb la pena de mort. La deessa Bastet era representada amb el cap de gat. A vegades es momificaven els gats morts.
A l'edat mitjana, en canvi, es pensava que eren familiars de les bruixes, i a vegades se'ls cremava vius o se'ls llançava des de dalt d'edificis alts durant les festivitats. Al món occidental, encara està estesa l'associació dels gats negres amb la mala sort (amb excepcions com ara el Regne Unit). Per a les persones supersticioses, trobar-se de sobte amb un gat negre és un auguri de mala sort. De fet, fins i tot es culpava els gats de transmetre la pesta negra, cosa que conduí al seu extermini en massa en pobles i ciutats (permetent una explosió de la població de rates, els autèntics vectors de la plaga).
En temps més recents, l'Església catòlica ha declarat com a sants patrons dels gats sant Antoni Abat, sant Francesc d'Assís i sant Martí de Porres, incloent-hi el gat amb la resta d'animals domèstics independentment de la raça i el color.
És un dels dotze animals del cicle de dotze anys del zodíac vietnamita, relacionat amb el calendari xinès (en què el signe zodiacal pot ser el conill o el gat).
Al Tibet, se'ls considera guardians de relíquies i temples des de temps immemorials, possiblement per la robustesa i intel·ligència atribuïdes a la varietat siamesa que hi és comuna. El gat hi és un animal venerat. En el budisme tibetà, se'l considera un acompanyant en el trànsit obituari i, en els somnis lúcids, el subconscient del somiador (o viatger) és representat per un gat gegant, obès, mut i bonàs.

## Aspectes culturals

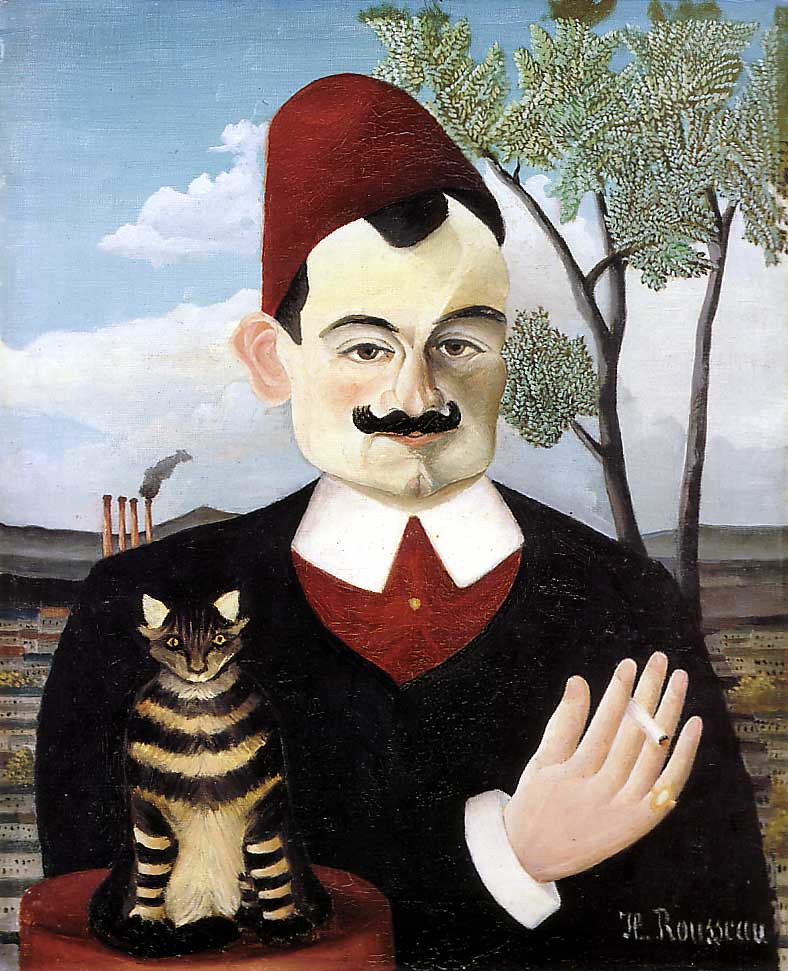
Gat en una pintura d'Henri Rousseau (1891)

A causa de la seva agilitat i força per a escapolir-se de situacions perilloses, així com la seva capacitat de caure gairebé sempre dempeus, la creença popular llatina diu que els gats tenen set vides. Al món anglosaxó, en canvi, en tenen nou, però en ambdós casos es tracta d'un nombre que porta bona sort.
Per qüestions culturals, al món occidental no s'acostuma a menjar gats, en què el consum de gats, gossos o altres animals de companyia sol causar repulsió. De fet, l'expressió «donar gat per llebre» prové de la sospita que els hostalers, quan no tenien llebre o conill, servien gat. Altres expressions són «estar gat» o «estar moix», que es refereixen a trobar-se en un estat d'embriaguesa. «Agafar el gat» vol dir embriagar-se.
Altres expressions relacionades amb els gats són «gat escaldat amb aigua tèbia en té prou», que vol dir que una persona escarmentada evitarà fins i tot els danys menors; «semblar un gat escorxat», que significa estar molt prim; i «ser com gat i gos», que s'aplica a dues persones que sempre es barallen, suposadament com un gat i un gos.
En algunes llegendes relacionades amb els ponts del diable, com el de Ceret, el diable que basteix el pont exigeix quedar-se amb l'ànima del primer ésser viu que el travessi. Tanmateix, algú té la idea de lligar una cassola a un gat negre i fer-lo travessar el pont corrent, sorprenent el diable i evitant que es pugui quedar amb l'ànima d'un ésser humà.
Durant el segle d'or espanyol, s'utilitzaven bosses fetes de pell de gat per guardar-hi els diners, que s'anomenaven «gats». D'aquí provindria l'expressió «aquí hi ha gat amagat», que significa que hi ha un motiu o un maneig ocult. L'expressió «buscar tres peus al gat» es refereix a l'intent de cercar explicacions rebuscades sense gaire fonament.

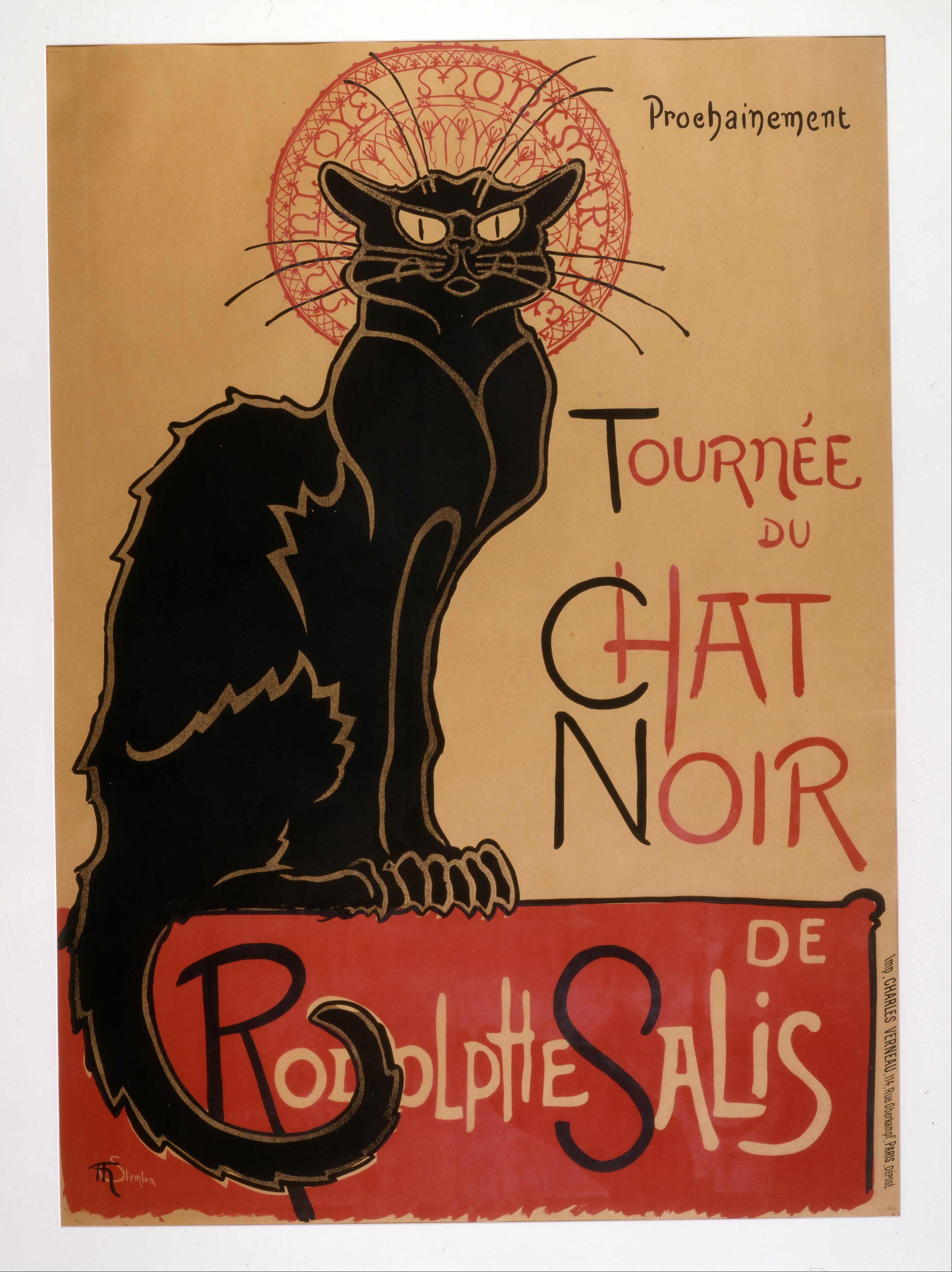
Gat negre en un cartell de Steinlen (1896)

Els cascavells utilitzats per a espantar les preses es troben en l'origen de l'expressió «posar el cascavell al gat», en referència a la capacitat dels més febles per a doblegar la voluntat d'algú més poderós. Utilitzada originalment en una faula del segle xiv, aquesta expressió fou popularitzada per Félix María Samaniego, així com per Lope de Vega en el seu poema La esclava de su galán.
Al segle xix, els gats inspiraren els noms de locals de reunió cèlebres com ara Le Chat Noir de París, famós pel cartell que en feu Théophile Alexandre Steinlen, i Els Quatre Gats, un cafè barceloní que esdevingué el punt de trobada de modernistes com Santiago Rusiñol i Prats, Ramon Casas i Carbó i Miquel Utrillo. S'hi editaren quinze números de la revista homònima.
L'escriptor argentí Julio Cortázar tenia una extraordinària afecció pels gats. Ernest Hemingway en tenia molts a la seva casa de Cuba. Molts d'aquests tenien una malformació congènita de les potes anomenada «polidactília». Quan Hemingway morí, aquests gats foren cuidats i se'ls permeté reproduir-se. Actualment, molts dels que viuen a prop de l'antiga casa de l'autor continuen presentant dits supernumeraris, prova que descendeixen dels gats del guanyador del Premi Nobel. Un altre escriptor important amb una quantitat considerable de gats és Carlos Monsiváis, que sovint està envoltat de gats quan concedeix entrevistes a casa seva.
En la novel·la Cementiri d'animals, l'estatunidenc Stephen King descriu un gat immortal (Church), que és capaç de ressuscitar després de ser enterrat en una necròpolis ameríndia.
El cantant Freddie Mercury tenia una gata que adorava, anomenada Delilah, a la qual dedicà una cançó del seu últim àlbum amb Queen, Innuendo. Quan Mercury morí, hi hagué disputes per quedar-se amb els seus gats.
Els gats són un dels objectius preferits dels fotògrafs; el fotògraf professional més conegut per fotografiar gats fou Walter Chandoha.
Els habitants de la ciutat de Madrid tenen el sobrenom de gatos (‘gats’) a causa del fet que, segons la llegenda, la conquesta de la ciutat per les tropes d'Alfons VI a finals del segle ix, es feu mitjançant l'assalt de la muralla, per la qual escalaren les tropes de Castella. En canvi, altres llegendes indiquen que el sobrenom fou donat als ciutadans de Madrid a l'edat mitjana per la seva gran habilitat a l'hora d'escalar murs i penya-segats amb les mans nues.
En cercles espiritistes se sol observar el comportament d'aquests felins com a indicador de possibles presències d'ultratomba. Això podria estar relacionat amb el fet que a l'edat mitjana es considerava que els gats (especialment els negres) eren l'encarnació animal o bé d'una bruixa o bé d'un dimoni.
La imatge d'un gat negre creada per Ralph Chaplin és un dels símbols que identifica l'anarquisme, un corrent filosofopolític que rebutja l'estat i qualsevol tipus d'autoritat o jerarquia entre diferents individus. En referència a aquest símbol, el seu creador digué: «[el gat negre] era utilitzat habitualment pels nois per a representar la noció del sabotatge. La idea era espantar el patró mencionant el mot «sabotatge» o posant un gat negre en algun lloc. Sabeu que si veiéssiu un gat negre creuar-se amb vosaltres, si fóssiu supersticiós, pensaríeu que tindreu una mica de mala sort. La idea del sabotatge és utilitzar un petit gat negre amb l'amo».
Després de l'aprovació del domini .cat per a webs en català o sobre la cultura catalana l'any 2005, es temé que es registressin dominis de webs sobre gats en anglès (cats), per la qual cosa es prohibí de manera explícita el registre d'aquest domini per a webs sobre gats en anglès.

## Gats cèlebres de ficció

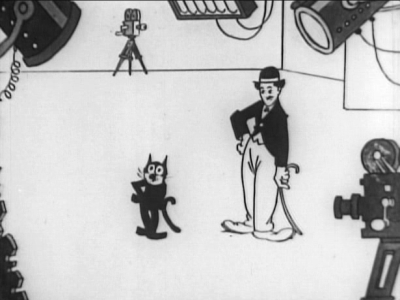
Fèlix el gat amb Charles Chaplin en Felix in Hollywood (1923)

Els gats han aparegut en moltes representacions artístiques tant en el cinema com en la televisió, a més de la literatura, la música, l'escultura, la pintura i altres formes d'art. Han travessat les barreres culturals i s'han convertit en un símbol de gràcia, delicadesa i astúcia, però en alguns casos també de malícia.
En el cinema i la televisió, sovint són companys dels antagonistes i de bruixes, amb una gran capacitat de pressentir «coses estranyes» (per exemple, en pel·lícules com ara El Padrí, James Bond, Men in Black II i les sèries de televisió Charmed i Sabrina, the Teenage Witch).
Milo, de la pel·lícula The Adventures of Milo and Otis, és possiblement un dels felins més memorables i protagonistes de la pantalla gran. També destaca l'obra de Disney Els Aristogats. Una altra aparició, en un paper secundari, és la de Jinxie, de la pel·lícula Meet the Parents. També cal destacar el paper del gat CGS Ted Nudegent de Belfy, que interpretà mister Bigglesworth el 1997 en la pel·lícula estatunidenca Austin Powers (International Man of Mistery), nomenat Gat de l'Any del 1999 per la revista Cats. Aquell mateix any aparegué el gat Snow en la pel·lícula Stuart Little.
Els dibuixos animats els han utilitzat a vegades com a protagonistes i d'altres com a antagonistes. Els més destacats són el gat Heathcliff, Fèlix el gat, Garfield, Hello Kitty, Tom de Tom i Jerry, Top Cat, el gat Silvestre, Krazy Kat, el gat Azrael, Doraemon (un gat-robot de l'anime del mateix nom), Rasca de Rasca i Pica del programa Els Simpson, Pucca o els gats de Sailor Moon, entre d'altres.

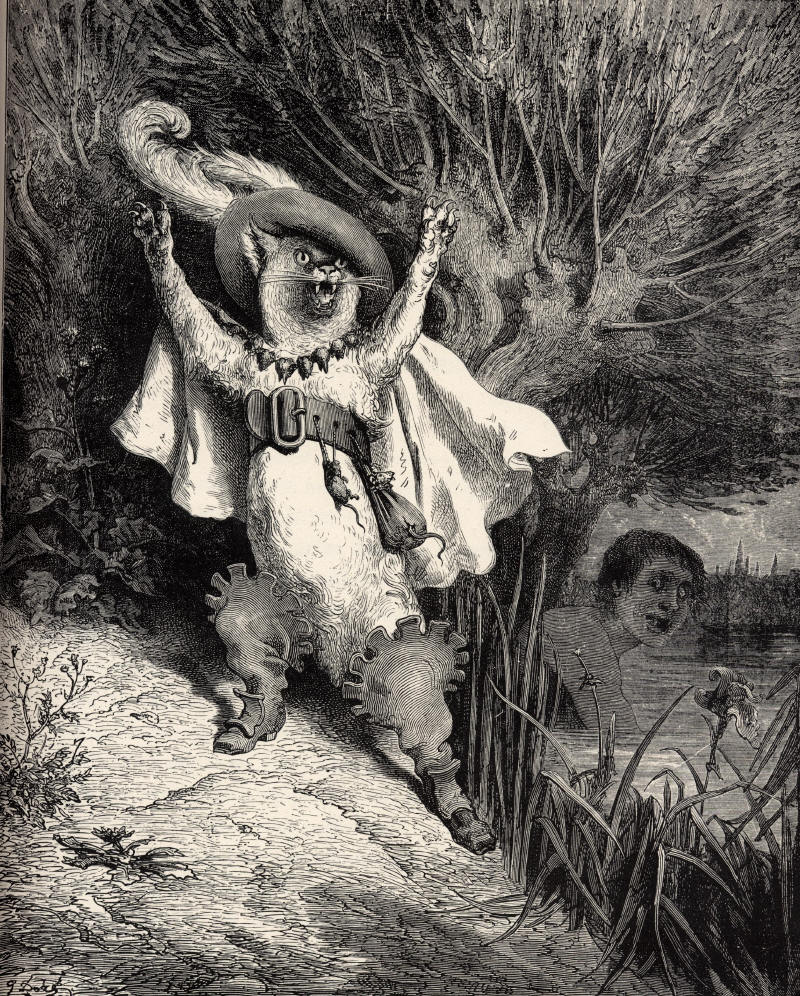
Il·lustració del gat amb botes de Gustave Doré

Els gats també són un personatge recurrent en els videojocs. Uns dels que tenen més protagonisme són els del joc de PSOne Tail Concerto de Bandai, amb un marcat estil d'anime japonès i en què els protagonistes eren animals. Els personatges bons eren els gossos, mentre que els gats eren els dolents. També cal destacar Klonoa, un gat antropomorf creat per Namco, que és el personatge central de tota una saga de videojocs que inclou set títols. Altres aparicions seves, com ara al joc Namco X Capcom, demostren la seva importància per a la marca. El joc que dona origen a la saga es desenvolupa en un món de fantasia, amb elements de faules i contes de fades. La història tracta sobre un heroi (Klonoa) que, després de ser elegit sense avís, es veu implicat en un perillós viatge en un món caòtic que no coneix, a la recerca de respostes. En el joc Countdown Vampires, en la seqüència d'introducció, es pot veure un gató que s'acosta al guàrdia de seguretat de la discoteca i que és capaç de veure que els que hi van són vampirs.
Altres jocs i sèries de televisió en què també apareixen gats són Final Fantasy VII (en què apareix Cait Sith, un gat negre que munta un monstre blanc); en els videojocs de Pokémon i la sèrie d'anime homònima, apareixen Pokémon semblants a gats, el més conegut dels quals és Meowth, basat en els populars Maneki Neko; en la sèrie Digimon, alguns tipus de Digimon són gats, com ara Gatomon. El gat d'Hermione Granger, Malifet, té un paper secundari però important en la saga de llibres, pel·lícules i videojocs de Harry Potter.
Altres exemples d'aparicions de gats en literatura són la faula El gat amb botes de Charles Perrault, el gat de Cheshire d'Alícia al país de les meravelles de Lewis Carroll, The Cat in the Hat del Dr. Seuss, El gat negre d'Edgar Allan Poe i l'Oda al gato de Pablo Neruda.

El Gat Negre d'Industrial Workers of the World

En l'àmbit musical, també hi ha moltes referències als gats, a vegades tan explícites com el musical d'Andrew Lloyd Webber Cats. També apareixen en moltes cançons com ara Delilah de Queen, El gato que está triste y azul de Roberto Carlos, The Lovecats de The Cure, Vida d'un gat d'Albert Pla, etc. Murr, autor (juntament amb E. T. A. Hoffmann) d'Opinions sobre la vida del gat Murr, és probablement l'únic felí que ha «escrit» un llibre.
Com a símbol de la lluita sindical, cal mencionar El Gat Negre creat per l'activista nord-americà Ralph Chaplin.
En el camp de la mecànica quàntica, hi ha un cèlebre experiment mental anomenat el «gat de Schrödinger». Erwin Schrödinger utilitzà l'exemple d'un gat tancat dins una caixa amb el perill que s'hi alliberi àcid cianhídric si es desintegra un àtom abans que passi una hora. Si s'accepta la interpretació de Copenhaguen de la mecànica quàntica, el gat hauria de romandre viu i mort alhora fins que una observació en provoqués el col·lapse en un dels dos estats.

## Organitzacions internacionals
Existeixen moltes organitzacions arreu del món que es dediquen a criar i protegir gats domèstics. Dues de les més cèlebres i grans quant al nombre de socis són The International Cat Association (TICA) i la Federation Internationale Féline. La Federació Internacional Felina (FIFe) és una federació europea creada el 1950, que inclou 200 jutges internacionals, 115 estudiants, gairebé 2.000 gats i prop de 350 concursos anuals arreu del món.
La TICA fou fundada el 1979. Recentment ha assolit una posició interessant, sobretot des que un grup d'entusiastes japonesos s'hi incorporà, augmentant-ne dràsticament el nombre d'afiliats, i gràcies a les majors facilitats que dona als membres en la gestió de reglaments. També permet la participació en entrenaments de manera flexible per esdevenir ajudant de jutge.